# The Beatles/Diskografie
Diese Diskografie ist eine Übersicht über die musikalischen Werke der britischen Beat- und Rockband The Beatles. Den Quellenangaben zufolge verkaufte sie bisher mehr als 600 Millionen – nach Schätzungen ihrer Plattenfirma EMI sogar mehr als eine Milliarde – Tonträger, damit ist sie die verkaufsstärkste Band der Musikgeschichte. Ihre erfolgreichste Veröffentlichung ist das achte Studioalbum Sgt. Pepper’s Lonely Hearts Club Band mit über 32 Millionen verkauften Einheiten. In Deutschland bekam die Band alleine seit 1975 Gold- und Platinauszeichnungen für über 8,2 Millionen verkaufte Tonträger, womit sie zu den Interpreten mit den meisten durch den BVMI zertifizierten Tonträgerverkäufen zählt. Allein die Kompilation 1962–1966 verkaufte sich hierzulande über zwei Millionen Mal, womit es zu den meistverkauften Alben in Deutschland seit 1975 zählt. Zusammen mit den weiteren Kompilationen 1 (1,65 Millionen) und 1967–1970 (1,5 Millionen) erreichten insgesamt drei Alben der Band den Status eines Millionensellers in Deutschland.

## Alben

### Studioalben
| Jahr | Titel Musiklabel Katalog-Nr. | Höchstplatzierung, Gesamtwochen/‑monate, AuszeichnungChartplatzierungen (Jahr, Titel, Musiklabel Katalog-Nr., Platzierungen, Wochen/Monate, Auszeichnungen, Anmerkungen, Titelliste) | Höchstplatzierung, Gesamtwochen/‑monate, AuszeichnungChartplatzierungen (Jahr, Titel, Musiklabel Katalog-Nr., Platzierungen, Wochen/Monate, Auszeichnungen, Anmerkungen, Titelliste) | Höchstplatzierung, Gesamtwochen/‑monate, AuszeichnungChartplatzierungen (Jahr, Titel, Musiklabel Katalog-Nr., Platzierungen, Wochen/Monate, Auszeichnungen, Anmerkungen, Titelliste) | Höchstplatzierung, Gesamtwochen/‑monate, AuszeichnungChartplatzierungen (Jahr, Titel, Musiklabel Katalog-Nr., Platzierungen, Wochen/Monate, Auszeichnungen, Anmerkungen, Titelliste) | Höchstplatzierung, Gesamtwochen/‑monate, AuszeichnungChartplatzierungen (Jahr, Titel, Musiklabel Katalog-Nr., Platzierungen, Wochen/Monate, Auszeichnungen, Anmerkungen, Titelliste) | Anmerkungen | Titelliste |
| Jahr | Titel Musiklabel Katalog-Nr. | DE | AT | CH | UK | US | Anmerkungen | Titelliste |
| ---- | --- | --- | --- | --- | --- | --- | --- | --- |
| 1963 | Please Please Me a b • DE: HZE 117 (Mono), SHZE 117 (Stereo), Odeon ZTOX 5550 • CH: Odeon ZTOX 5550 • UK: Parlophone PMC 1202 (Mono), PCS 3042 (Stereo) | DE4 (7 Mt.)DE | AT75 c (1 Wo.)AT | CH74 c (2 Wo.)CH | UK1 Platin · (76 Wo.)UK | US155 d Platin · (1 Wo.)US | Erstveröffentlichung: 22. März 1963 Neuauflage: 26. Februar 1987 (CD) Neuauflage: 9. September 2009 (Remaster) Verkäufe: + 1.915.000                                              | Titelliste 1. I Saw Her Standing There 2. Misery 3. Anna (Go to Him) 4. Chains 5. Boys 6. Ask Me Why 7. Please Please Me 8. Love Me Do 9. P.S. I Love You 10. Baby It’s You 11. Do You Want to Know a Secret 12. A Taste of Honey 13. There’s a Place 14. Twist and Shout |
| 1963 | With the Beatles b • DE: Odeon O 83658 (Mono), STO 83658 (Stereo) • CH: Odeon O 83658 (Mono), STO 83658 (Stereo) • UK: Parlophone PMC 1206 (Mono), PCS 3045 (Stereo)                                                                                       | DE1 Gold · (13 Mt.)DE | — | CH73 e (2 Wo.)CH | UK1 Gold · (57 Wo.)UK | US179 d Gold · (1 Wo.)US | Erstveröffentlichung: 12. November 1963 Neuauflage: 26. Februar 1987 (CD) Neuauflage: 9. September 2009 (Remaster) Verkäufe: + 7.522.500                                          | Titelliste 1. It Won’t Be Long 2. All I’ve Got to Do 3. All My Loving 4. Don’t Bother Me 5. Little Child 6. Till There Was You 7. Please Mr. Postman 8. Roll Over Beethoven 9. Hold Me Tight 10. You Really Got a Hold on Me 11. I Wanna Be Your Man 12. Devil in Her Heart 13. Not a Second Time 14. Money (That’s What I Want) |
| 1964 | A Hard Day’s Night a f b / Yeah! Yeah! Yeah! A Hard Day’s Night (Alternativtitel in DE) • DE: Odeon O 83739 (Mono), STO und SMO 83739 (Stereo) • UK: Parlophone PMC 1230 (Mono), PCS 3058 (Stereo) • US: United Artists UAL 3366 (Mono), UAS 6366 (Stereo) | DE1 (7 Mt.)DE | AT66 c (1 Wo.)AT | CH60 c (3 Wo.)CH | UK1 Platin · (46 Wo.)UK | US1 ×4Vierfachplatin · (56 Wo.)US | Erstveröffentlichung: 26. Juni 1964 Neuauflage: 26. Februar 1987 (CD) Neuauflage: 9. September 2009 (Remaster) Verkäufe: + 5.110.000                                              | Titelliste 1. A Hard Day’s Night 2. I Should Have Known Better 3. If I Fell 4. I’m Happy Just to Dance with You 5. And I Love Her 6. Tell Me Why 7. Can’t Buy Me Love 8. Any Time at All † 9. I’ll Cry Instead 10. Things We Said Today † 11. When I Get Home † 12. You Can’t Do That † 13. I’ll Be Back † |
| 1964 | Beatles for Sale b • DE: Odeon SMO 83 790 (Stereo) • CH: Odeon SMO 983 790 (Stereo) • UK: Parlophone PMC 1240 (Mono), PCS 3062 (Stereo) | DE1 (10 Mt.)DE | AT68 c (1 Wo.)AT | CH65 c (3 Wo.)CH | UK1 Gold · (50 Wo.)UK | US— PlatinUS | Erstveröffentlichung: 13. November 1964 Neuauflage: 26. Februar 1987 (CD) Neuauflage: 9. September 2009 (Remaster) Verkäufe: + 2.760.000                                          | Titelliste 1. No Reply 2. I’m a Loser 3. Baby’s in Black 4. Rock and Roll Music 5. I’ll Follow the Sun 6. Mr. Moonlight 7. Kansas City/Hey Hey Hey Hey 8. Eight Days a Week 9. Words of Love 10. Honey Don’t 11. Every Little Thing 12. I Don’t Want to Spoil the Party 13. What You’re Doing 14. Everybody’s Trying to Be My Baby |
| 1965 | Help! f • SHZE 162 (Stereo) • CH: Odeon SMO 84 008 oder SMO 984 008 (Stereo) • UK: Parlophone PMC 1255 (Mono), PCS 3071 (Stereo) • US: Capitol MAS 2386 (Mono), SMAS 2386 (Stereo)                                                                         | DE1 (46 Wo.)DE | AT62 c (2 Wo.)AT | CH53 c (3 Wo.)CH | UK1 Platin · (44 Wo.)UK | US1 ×3Dreifachplatin · (46 Wo.)US | Erstveröffentlichung: 6. August 1965 Neuauflage: 30. April 1987 (CD) Neuauflage: 9. September 2009 (Remaster) Verkäufe: + 3.635.000                                               | Titelliste 1. Help! ‡ 2. The Night Before 3. You’ve Got to Hide Your Love Away 4. I Need You 5. Another Girl 6. You’re Going to Lose That Girl 7. Ticket to Ride 8. Act Naturally † 9. It’s Only Love † 10. You Like Me Too Much 11. Tell Me What You See † 12. I’ve Just Seen a Face † 13. Yesterday † 14. Dizzy Miss Lizzy † |
| 1965 | Rubber Soul g • DE: Odeon SMO 84 066 (Stereo) • CH: Odeon SMO 984 066 (Stereo) • UK: Parlophone PMC 1267 (Mono), PCS 3075 (Stereo) • US: Capitol T 2442 (Mono), ST 2442 (Stereo)                                                                           | DE1 Gold · (41 Wo.)DE | AT53 c (2 Wo.)AT | CH51 c (3 Wo.)CH | UK1 ×2Doppelplatin · (59 Wo.)UK | US1 ×6Sechsfachplatin · (70 Wo.)US | Erstveröffentlichung: 3. Dezember 1965 Neuauflage: 30. April 1987 (CD) Neuauflage: 9. September 2009 (Remaster) Verkäufe: + 7.880.000                                             | Titelliste 1. Drive My Car † 2. Norwegian Wood (This Bird Has Flown) 3. You Won’t See Me 4. Nowhere Man † 5. Think for Yourself 6. The Word 7. Michelle 8. What Goes On † 9. Girl 10. I’m Looking Through You 11. In My Life 12. Wait 13. If I Needed Someone † 14. Run for Your Life |
| 1966 | Revolver g • DE: SHZE 186 (Stereo) • CH: Odeon SMO 74 161 (Stereo) • UK: Parlophone PMC 7009 (Mono), PCS 7009 (Stereo) • US: Capitol T 2576 (Mono), ST 2576 (Stereo)                                                                                       | DE1 (45 Wo.)DE | AT2 h (11 Wo.)AT | CH4 h (13 Wo.)CH | UK1 ×2Doppelplatin · (67 Wo.)UK | US1 ×5Fünffachplatin · (85 Wo.)US | Erstveröffentlichung: 28. Juli 1966 Neuauflage: 30. April 1987 (CD) Neuauflage: 9. September 2009 (Remaster) Neuauflage: 28. Oktober 2022 (Remix) Verkäufe: + 6.010.000           | Titelliste 1. Taxman 2. Eleanor Rigby 3. I’m Only Sleeping † 4. Love You To 5. Here, There and Everywhere 6. Yellow Submarine 7. She Said She Said 8. Good Day Sunshine 9. And Your Bird Can Sing † 10. For No One 11. Doctor Robert † 12. I Want to Tell You 13. Got to Get You into My Life 14. Tomorrow Never Knows |
| 1967 | Sgt. Pepper’s Lonely Hearts Club Band • DE: SHZE 401 (Stereo) • CH: Odeon SMO 81 045 (Stereo) • UK: Parlophone PMC 7027 (Mono), PCS 7027 (Stereo) • US: Capitol MAS 2653 (Mono), SMAS 2653 (Stereo)                                                        | DE1 Platin · (70 Wo.)DE | AT3 i (17 Wo.)AT | CH2 i (19 Wo.)CH | UK1 ×1818-fach-Platin · (274 Wo.)UK | US1 Diamant + Platin · (233 Wo.)US | Erstveröffentlichung: 26. Mai 1967 Neuauflage: 1. Juni 1987 (CD) Neuauflage: 9. September 2009 (Remaster) Neuauflage: 26. Mai 2017 (Remix) Verkäufe: + 32.000.000                 | Titelliste 1. Sgt. Pepper’s Lonely Hearts Club Band 2. With a Little Help from My Friends 3. Lucy in the Sky with Diamonds 4. Getting Better 5. Fixing a Hole 6. She’s Leaving Home 7. Being for the Benefit of Mr. Kite! 8. Within You Without You 9. When I’m Sixty-Four 10. Lovely Rita 11. Good Morning Good Morning 12. Sgt. Pepper’s Lonely Hearts Club Band (Reprise) 13. A Day in the Life |
| 1967 | Magical Mystery Tour j • DE: SHZE 327 • UK: Parlophone PCTC 255 • US: Capitol MAL 2835 (Mono), SMAL 2835 (Stereo) | DE8 (20 Wo.)DE | AT59 c (1 Wo.)AT | CH64 c (3 Wo.)CH | UK31 Platin · (10 Wo.)UK | US1 ×6Sechsfachplatin · (93 Wo.)US | Erstveröffentlichung: 27. November 1967 Neuauflage: 1. Juli 1987 (CD) Neuauflage: 9. September 2009 (Remaster) Verkäufe: + 7.207.500                                              | Titelliste 1. Magical Mystery Tour 2. The Fool on the Hill 3. Flying 4. Blue Jay Way 5. Your Mother Should Know 6. I Am the Walrus 7. Hello, Goodbye † 8. Strawberry Fields Forever † 9. Penny Lane † 10. Baby You’re a Rich Man † 11. All You Need Is Love † |
| 1968 | The Beatles (auch bekannt als: The White Album) • DE: Apple SMO 2051/52 (Stereo) • UK: Apple PMC 7067-7068 (Mono), PCS 7067-7068 (Stereo) • US: Apple SWBO 101                                                                                             | DE1 (26 Wo.)DE | AT4 h (13 Wo.)AT | CH6 h (16 Wo.)CH | UK1 ×2Doppelplatin · (40 Wo.)UK | US1 ×2×4Doppeldiamant + Vierfachplatin · (215 Wo.)US | Erstveröffentlichung: 22. November 1968 Neuauflage: 24. August 1987 (CD) Neuauflage: 9. September 2009 (Remaster) Neuauflage: 9. November 2018 (Remix) Verkäufe: + 14.160.000     | Titelliste Album 1 1. Back in the USSR 2. Dear Prudence 3. Glass Onion 4. Ob-La-Di, Ob-La-Da 5. Wild Honey Pie 6. The Continuing Story of Bungalow Bill 7. While My Guitar Gently Weeps 8. Happiness Is a Warm Gun 9. Martha My Dear 10. I’m So Tired 11. Blackbird 12. Piggies 13. Rocky Raccoon 14. Don’t Pass Me By 15. Why Don’t We Do It in the Road 16. I Will 17. Julia Album 2 1. Birthday 2. Yer Blues 3. Mother Nature’s Son 4. Everybody’s Got Something to Hide Except Me and My Monkey 5. Sexy Sadie 6. Helter Skelter 7. Long, Long, Long 8. Revolution 1 9. Honey Pie 10. Savoy Truffle 11. Cry Baby Cry 12. Revolution 9 13. Good Night |
| 1969 | Yellow Submarine • DE: Apple SMO 74 585 (Stereo) • UK: Apple PMC 7070 (Mono), PCS 7070 (Stereo) • US: Apple SW 153 | DE5 (4 Mt.)DE | — | CH69 k (1 Wo.)CH | UK3 Gold · (10 Wo.)UK | US2 Platin · (25 Wo.)US | Erstveröffentlichung: 13. Januar 1969 Neuauflage: 25. August 1987 (CD) Neuauflage: 9. September 2009 (Remaster) Verkäufe: + 1.447.500                                             | Titelliste 1. Yellow Submarine 2. Only a Northern Song 3. All Together Now 4. Hey Bulldog 5. It’s All Too Much 6. All You Need Is Love 7. Pepperland 8. Sea of Time 9. Sea of Holes 10. Sea of Monsters 11. March of the Meanies 12. Pepperland Laid Waste 13. Yellow Submarine in Pepperland |
| 1969 | Abbey Road • DE: Apple 1C 062-04 243 • UK: Apple PCS 7088, PCS 7070 (Stereo) • US: Apple SO 383 | DE1 Platin · (75 Wo.)DE | AT2 h (22 Wo.)AT | CH3 h (28 Wo.)CH | UK1 ×3Dreifachplatin · (142 Wo.)UK | US1 ×2Diamant + Doppelplatin · (496 Wo.)US | Erstveröffentlichung: 26. September 1969 Neuauflage: 20. Oktober 1987 (CD) Neuauflage: 9. September 2009 (Remaster) Neuauflage: 27. September 2019 (Remix) Verkäufe: + 30.000.000 | Titelliste 1. Come Together 2. Something 3. Maxwell’s Silver Hammer 4. Oh! Darling 5. Octopus’s Garden 6. I Want You (She’s So Heavy) 7. Here Comes the Sun 8. Because 9. You Never Give Me Your Money 10. Sun King 11. Mean Mr. Mustard 12. Polythene Pam 13. She Came in Through the Bathroom Window 14. Golden Slumbers 15. Carry That Weight 16. The End 17. Her Majesty |
| 1970 | Let It Be • DE: Apple 1C 062-04 433 • UK: Apple PCS 7096 • US: Apple AR 34001 | DE3 (34 Wo.)DE | AT3 c (10 Wo.)AT | CH3 c (10 Wo.)CH | UK1 Platin · (… Wo.)UK | US1 ×4Vierfachplatin · (… Wo.)US | Erstveröffentlichung: 8. Mai 1970 Neuauflage: 20. Oktober 1987 (CD) Neuauflage: 9. September 2009 (Remaster) Neuauflage: 15. Oktober 2021 (Remix) Verkäufe: + 5.045.000           | Titelliste 1. Two of Us 2. Dig a Pony 3. Across the Universe 4. I Me Mine 5. Dig It 6. Let It Be 7. Maggie Mae 8. I’ve Got a Feeling 9. One After 909 10. The Long and Winding Road 11. For You Blue 12. Get Back |

grau schraffiert: keine Chartdaten aus diesem Jahr verfügbar

### Gemeinschaftsalben
| Jahr | Titel Musiklabel Katalog-Nr. | Höchstplatzierung, Gesamtwochen, AuszeichnungChartplatzierungen (Jahr, Titel, Musiklabel Katalog-Nr., Platzierungen, Wochen, Auszeichnungen, Anmerkungen, Titelliste) | Höchstplatzierung, Gesamtwochen, AuszeichnungChartplatzierungen (Jahr, Titel, Musiklabel Katalog-Nr., Platzierungen, Wochen, Auszeichnungen, Anmerkungen, Titelliste) | Höchstplatzierung, Gesamtwochen, AuszeichnungChartplatzierungen (Jahr, Titel, Musiklabel Katalog-Nr., Platzierungen, Wochen, Auszeichnungen, Anmerkungen, Titelliste) | Höchstplatzierung, Gesamtwochen, AuszeichnungChartplatzierungen (Jahr, Titel, Musiklabel Katalog-Nr., Platzierungen, Wochen, Auszeichnungen, Anmerkungen, Titelliste) | Höchstplatzierung, Gesamtwochen, AuszeichnungChartplatzierungen (Jahr, Titel, Musiklabel Katalog-Nr., Platzierungen, Wochen, Auszeichnungen, Anmerkungen, Titelliste) | Anmerkungen                                                                                                 | Titelliste |
| Jahr | Titel Musiklabel Katalog-Nr. | DE | AT | CH | UK | US | Anmerkungen                                                                                                 | Titelliste |
| ---- | --- | --- | --- | --- | --- | --- | --- | --- |
| 1962 | My Bonnie • DE: Polydor 1237 112 SLPHM • UK: Hallmark Music & Entertainment 717332 (2018) | — | AT— n.v.AT | CH— n.v.CH | — | US— n.v.US | Erstveröffentlichung: Juni 1962 Tony Sheridan & The Beat Brothers                                           | Titelliste 1. My Bonnie (Mein Herz ist bei dir nur) (Sheridan) 2. Skinny Minny 3. Whole Lot Of Shakin’ Going On 4. I Know Baby 5. You Are My Sunshine 6. Ready Teddy 7. The Saints (When The Saints Go Marching In) (Sheridan) 8. Hallelujah, I Love Her So 9. Let’s Twist Again 10. Sweet Georgia Brown 11. Swanee River 12. Top Ten Twist |
| 1964 | The Beatles’ First PB (DE/UK) / In the Beginning (Circa 1960) (US) / The Beatles featuring Tony Sheridan • DE: Polydor 46 432 (Mono), 237 632 (Stereo) • UK: Polydor 236-201; Contour CN 2007 • US: Polydor 24-4504 | — | — | — | — | US117 (7 Wo.)US | Erstveröffentlichung: April 1964 (DE/UK) Neuauflage: 4. Mai 1970 (US) mit Tony Sheridan Verkäufe: + 200.000 | Titelliste 1. Ain’t She Sweet 2. Cry for a Shadow 3. Let’s Dance 4. My Bonnie 5. Take Out Some Insurance On Me, Baby 6. What’d I Say 7. Sweet Georgia Brown 8. The Saints 9. Ruby Baby 10. Why 11. Nobody’s Child 12. Ya Ya |

grau schraffiert: keine Chartdaten aus diesem Jahr verfügbar

### Livealben
| Jahr | Titel Musiklabel Katalog-Nr. | Höchstplatzierung, Gesamtwochen/‑monate, AuszeichnungChartplatzierungen (Jahr, Titel, Musiklabel Katalog-Nr., Platzierungen, Wochen/Monate, Auszeichnungen, Anmerkungen, Titelliste) | Höchstplatzierung, Gesamtwochen/‑monate, AuszeichnungChartplatzierungen (Jahr, Titel, Musiklabel Katalog-Nr., Platzierungen, Wochen/Monate, Auszeichnungen, Anmerkungen, Titelliste) | Höchstplatzierung, Gesamtwochen/‑monate, AuszeichnungChartplatzierungen (Jahr, Titel, Musiklabel Katalog-Nr., Platzierungen, Wochen/Monate, Auszeichnungen, Anmerkungen, Titelliste) | Höchstplatzierung, Gesamtwochen/‑monate, AuszeichnungChartplatzierungen (Jahr, Titel, Musiklabel Katalog-Nr., Platzierungen, Wochen/Monate, Auszeichnungen, Anmerkungen, Titelliste) | Höchstplatzierung, Gesamtwochen/‑monate, AuszeichnungChartplatzierungen (Jahr, Titel, Musiklabel Katalog-Nr., Platzierungen, Wochen/Monate, Auszeichnungen, Anmerkungen, Titelliste) | Anmerkungen                                                                           | Titelliste |
| Jahr | Titel Musiklabel Katalog-Nr. | DE | AT | CH | UK | US | Anmerkungen                                                                           | Titelliste |
| ---- | --- | --- | --- | --- | --- | --- | ------------------------------------------------------------------------------------- | --- |
| 1977 | Live! at the Star-Club in Hamburg, Germany; 1962 • DE: Bellaphon BLS5560 • UK: Lingasong LNL1 • US: Lingasong/Atlantic LS-2-7001                 | DE21 (2 Mt.)DE | AT12 (2 Mt.)AT | — | — | US111 (7 Wo.)US | Erstveröffentlichung: 8. April 1977                                                   | Titelliste 1. I Saw Her Standing There 2. Roll Over Beethoven 3. Hippy Hippy Shake 4. Sweet Little Sixteen 5. Lend Me Your Comb 6. Your Feet’s Too Big 7. Twist and Shout 8. Mr. Moonlight 9. A Taste of Honey 10. Bésame Mucho 11. Reminiscing 12. Kansas City / Hey, Hey, Hey, Hey 13. Nothin’ Shakin’ (But the Leaves on the Trees) 14. To Know Her Is to Love Her 15. Little Queenie 16. Falling in Love Again (Can’t Help It) 17. Ask Me Why 18. Be-Bop-A-Lula 19. Hallelujah I Love Her So 20. Red Sails in the Sunset 21. Everybody’s Trying to Be My Baby 22. Matchbox 23. I’m Talking About You 24. Shimmy Like Kate 25. Long Tall Sally 26. I Remember You 27. I’m Gonna Sit Right Down and Cry (Over You) 28. Where Have You Been All My Life? 29. Till There Was You 30. Sheila |
| 1977 | The Beatles at the Hollywood Bowl • DE: Odeon 1C 172-06377 • UK: Parlophone EMTV4 • US: Capitol SMAS11638 • 2016: Apple/Universal 00602557054972 | DE10 (17 Wo.)DE | AT3 (15 Wo.)AT | CH14 l (4 Wo.)CH | UK1 Gold · (25 Wo.)UK | US2 Platin · (22 Wo.)US | Erstveröffentlichung: 4. Mai 1977 Neuauflage: 9. September 2016 Verkäufe: + 1.300.000 | Titelliste 1. Twist and Shout 2. You Can’t Do That 3. All My Loving 4. She Loves You 5. Things We Said Today 6. Roll Over Beethoven 7. Can’t Buy Me Love 8. If I Fell 9. I Want to Hold Your Hand 10. Boys 11. A Hard Day’s Night 12. Long Tall Sally |
| 2021 | Get Back: The Rooftop Performance • Calderstone Productions                                                                                      | — | — | — | — | — | Erstveröffentlichung: 28. Januar 2022 (Streaming)                                     | Titelliste 1. Get Back (Take 1) 2. Get Back (Take 2) 3. Don’t Let Me Down (Take 1) 4. I’ve Got a Feeling (Take 1) 5. One After 909 6. Dig a Pony 7. God Save the Queen 8. I’ve Got a Feeling (Take 2) 9. Don’t Let Me Down (Take 2) 10. Get Back (Take 3) |

grau schraffiert: keine Chartdaten aus diesem Jahr verfügbar

### Kompilationen
| Jahr | Titel Musiklabel Katalog-Nr. | Höchstplatzierung, Gesamtwochen/‑monate, AuszeichnungChartplatzierungen (Jahr, Titel, Musiklabel Katalog-Nr., Platzierungen, Wochen/Monate, Auszeichnungen, Anmerkungen, Titelliste) | Höchstplatzierung, Gesamtwochen/‑monate, AuszeichnungChartplatzierungen (Jahr, Titel, Musiklabel Katalog-Nr., Platzierungen, Wochen/Monate, Auszeichnungen, Anmerkungen, Titelliste) | Höchstplatzierung, Gesamtwochen/‑monate, AuszeichnungChartplatzierungen (Jahr, Titel, Musiklabel Katalog-Nr., Platzierungen, Wochen/Monate, Auszeichnungen, Anmerkungen, Titelliste) | Höchstplatzierung, Gesamtwochen/‑monate, AuszeichnungChartplatzierungen (Jahr, Titel, Musiklabel Katalog-Nr., Platzierungen, Wochen/Monate, Auszeichnungen, Anmerkungen, Titelliste) | Höchstplatzierung, Gesamtwochen/‑monate, AuszeichnungChartplatzierungen (Jahr, Titel, Musiklabel Katalog-Nr., Platzierungen, Wochen/Monate, Auszeichnungen, Anmerkungen, Titelliste) | Anmerkungen | Titelliste |
| Jahr | Titel Musiklabel Katalog-Nr. | DE | AT | CH | UK | US | Anmerkungen | Titelliste |
| ---- | --- | --- | --- | --- | --- | --- | --- | --- |
| 1964 | Introducing… The Beatles m • US: VeeJay VJLP 1062                                                                                       | DE— n.v.DE | AT— n.v.AT | CH— n.v.CH | UK— n.v.UK | US2 Platin · (49 Wo.)US | Erstveröffentlichung: 10. Januar 1964 Verkäufe: + 1.500.000 | Titelliste 1. I Saw Her Standing There 2. Misery 3. Anna (Go to Him) 4. Chains 5. Boys 6. Love Me Do 7. P.S. I Love You 8. Baby It’s You 9. Do You Want to Know a Secret 10. A Taste of Honey 11. There’s a Place 12. Twist and Shout |
| 1964 | Meet the Beatles! • US: Capitol T 2047 (Mono), ST 2047 (Stereo)                                                                         | DE68 (1 Wo.)DE | AT— n.v.AT | CH— n.v.CH | UK— n.v.UK | US1 ×5Fünffachplatin · (74 Wo.)US | Erstveröffentlichung: 20. Januar 1964 Verkäufe: + 5.100.000 | Titelliste 1. I Want to Hold Your Hand 2. I Saw Her Standing There 3. This Boy 4. It Won’t Be Long 5. All I’ve Got to Do 6. All My Loving 7. Don’t Bother Me 8. Little Child 9. Till There Was You 10. Hold Me Tight 11. I Wanna Be Your Man 12. Not a Second Time |
| 1964 | Jolly What! The Beatles & Frank Ifield on Stage • US: VeeJay 1085 (Mono), VJLPS 1085 (Stereo)                                           | — | — | — | UK— n.v.UK | US104 (6 Wo.)US | Erstveröffentlichung: 26. Februar 1964 mit Frank Ifield | Titelliste 1. Please Please Me – Beatles 2. Anytime – Ifield 3. Lovesick Blues – Ifield 4. I’m Smiling Now – Ifield 5. Nobody’s Darling – Ifield 6. From Me to You – Beatles 7. I Remember You – Ifield 8. Ask Me Why – Beatles 9. Thank You Girl – Beatles 10. The Wayward Wind – Ifield 11. Unchained Melody – Ifield 12. I Listen to My Heart – Ifield |
| 1964 | The Beatles’ Second Album • DE: Odeon ZTOX 5558 • US: Capitol T 2080 (Mono), ST 2080 (Stereo)                                           | DE50 n (1 Mt.)DE | — | — | UK— n.v.UK | US1 ×2Doppelplatin · (55 Wo.)US | Erstveröffentlichung: 10. April 1964 Verkäufe: + 2.100.000 | Titelliste 1. Roll Over Beethoven 2. Thank You Girl 3. You Really Got a Hold on Me 4. Devil in Her Heart 5. Money (That’s What I Want) 6. You Can’t Do That 7. Long Tall Sally 8. I Call Your Name 9. Please Mr. Postman 10. I’ll Get You 11. She Loves You |
| 1964 | The Beatles Beat • DE: Odeon O 83 692 (Mono)                                                                                            | DE6 (5 Mt.)DE | — | — | UK— n.v.UK | US— n.v.US | Erstveröffentlichung: 15. April 1964 | Titelliste 1. She Loves You 2. Thank You Girl 3. From Me to You 4. I’ll Get You 5. I Want to Hold Your Hand 6. Hold Me Tight 7. Can’t Buy Me Love 8. You Can’t Do That 9. Roll Over Beethoven 10. Till There Was You 11. Money (That’s What I Want) 12. Please Mr. Postman |
| 1964 | Songs, Pictures & Stories of the Fabulous Beatles o • US: VeeJay 1092 (Mono), VJS 1092 (Stereo)                                         | DE— n.v.DE | AT— n.v.AT | CH— n.v.CH | UK— n.v.UK | US63 (11 Wo.)US | Erstveröffentlichung: Juni 1964 | Titelliste 1. I Saw Her Standing There 2. Misery 3. Anna 4. Chains 5. Boys 6. Ask Me Why 7. Please, Please Me 8. Baby It’s You 9. Do You Want to Know a Secret 10. A Taste of Honey 11. There’s a Place 12. Twist and Shout |
| 1964 | Something New • DE: Odeon O 83756 (Mono), STO + SMO 83756 (Stereo) • US: Capitol T 2080 (Mono), ST 2080 (Stereo)                        | DE38 (8 Wo.)DE | — | — | UK— n.v.UK | US2 ×2Doppelplatin · (41 Wo.)US | Erstveröffentlichung: 20. Juli 1964 Verkäufe: + 2.050.000 | Titelliste 1. I’ll Cry Instead 2. Things We Said Today 3. Any Time at All 4. When I Get Home 5. Slow Down 6. Matchbox 7. Tell Me Why 8. And I Love Her 9. I’m Happy Just to Dance with You 10. If I Fell 11. Komm, gib mir deine Hand |
| 1964 | The Beatles vs. The Four Seasons • US: VeeJay DX 30                                                                                     | DE— n.v.DE | AT— n.v.AT | CH— n.v.CH | UK— n.v.UK | US142 (3 Wo.)US | Erstveröffentlichung: 1. Oktober 1964 Split-Album mit den Four Seasons | Titelliste 1. I Saw Her Standing There 2. Misery 3. Anna 4. Chains 5. Boys 6. Ask Me Why 7. Please, Please Me 8. Baby It’s You 9. Do You Want to Know a Secret 10. A Taste of Honey 11. There’s a Place 12. Twist and Shout |
| 1964 | Beatles ’65 • DE: Odeon SMO 83 917 (Stereo) • US: Capitol T 2228 (Mono), ST 2228 (Stereo)                                               | DE9 (7 Mt.)DE | — | — | UK— n.v.UK | US1 ×3Dreifachplatin · (71 Wo.)US | Erstveröffentlichung: 15. Dezember 1964 Verkäufe: + 3.100.000 | Titelliste 1. No Reply 2. I’m a Loser 3. Baby’s in Black 4. Rock and Roll Music 5. I’ll Follow the Sun 6. Mr. Moonlight 7. Honey Don’t 8. I’ll Be Back 9. She’s a Woman 10. I Feel Fine 11. Everybody’s Trying to Be My Baby |
| 1965 | The Early Beatles • US: Capitol T 2309 (Mono), ST 2309 (Stereo)                                                                         | DE— n.v.DE | AT— n.v.AT | CH— n.v.CH | UK— n.v.UK | US43 Platin · (35 Wo.)US | Erstveröffentlichung: 22. März 1965 Verkäufe: + 1.100.000 | Titelliste 1. Love Me Do 2. Twist and Shout 3. Anna (Go to Him) 4. Chains 5. Boys 6. Ask Me Why 7. Please Please Me 8. P.S. I Love You 9. Baby It’s You 10. A Taste of Honey 11. Do You Want to Know a Secret |
| 1965 | The Beatles • DDR: AMIGA 850 040 | DE— n.v.DE | AT— n.v.AT | CH— n.v.CH | UK— n.v.UK | US— n.v.US | Erstveröffentlichung: April 1965 | Titelliste 1. She Loves You 2. Misery 3. A Taste of Honey 4. You Really Got a Hold on Me 5. A Hard Day’s Night 6. P.S. I Love You 7. I Want to Hold Your Hand 8. Please Please Me 9. Ask Me Why 10. Do You Want to Know a Secret 11. Little Child 12. Please Mr. Postman |
| 1965 | Beatles VI • US: Capitol T 2358 (Mono), ST 2358 (Stereo)                                                                                | DE15 (2 Mt.)DE | AT— n.v.AT | CH— n.v.CH | UK— n.v.UK | US1 Platin · (41 Wo.)US | Erstveröffentlichung: 14. Juni 1965 Verkäufe: + 1.050.000 | Titelliste 1. Medley 2. Eight Days a Week 3. You Like Me Too Much 4. Bad Boy 5. I Don’t Want to Spoil the Party 6. Words of Love 7. What You’re Doing 8. Yes It Is 9. Dizzy Miss Lizzy 10. Tell Me What You See 11. Every Little Thing |
| 1965 | The Beatles’ Greatest • DE: Odeon SMO 83 991 (Stereo)                                                                                   | DE38 (1 Mt.)DE | — | — | UK— n.v.UK | US— n.v.US | Erstveröffentlichung: 18. Juni 1965 | Titelliste 1. I Want to Hold Your Hand 2. Twist and Shout 3. A Hard Day’s Night 4. Eight Days a Week 5. I Should Have Known Better 6. Long Tall Sally 7. She Loves You 8. Please Mr. Postman 9. I Feel Fine 10. Rock and Roll Music 11. Ticket to Ride 12. Please Please Me 13. It Won’t Be Long 14. From Me to You 15. Can’t Buy Me Love 16. All My Loving |
| 1966 | Yesterday … and Today • US: Capitol T 2553 (Mono), ST 2553 (Stereo)                                                                     | DE13 (1 Mt.)DE | AT— n.v.AT | CH— n.v.CH | UK— n.v.UK | US1 ×2Doppelplatin · (32 Wo.)US | Erstveröffentlichung: 20. Juni 1966 Verkäufe: + 2.100.000 | Titelliste 1. Drive My Car 2. I’m Only Sleeping 3. Nowhere Man 4. Doctor Robert 5. Yesterday 6. Act Naturally 7. And Your Bird Can Sing 8. If I Needed Someone 9. We Can Work It Out 10. What Goes On 11. Day Tripper |
| 1966 | A Collection of Beatles Oldies • DE: Odeon 1C 062-04 258 • DDR: AMIGA 8 55 383 • UK: Parlophone PMC 7016 (Mono), PCS 7016 (Stereo)      | — | — | — | UK7 (34 Wo.)UK | US— n.v.US | Erstveröffentlichung: 10. Dezember 1966 | Titelliste 1. She Loves You 2. From Me to You 3. We Can Work It Out 4. Help 5. Michelle 6. Yesterday 7. I Feel Fine 8. Yellow Submarine 9. Can’t Buy Me Love 10. Bad Boy 11. Day Tripper 12. A Hard Day’s Night 13. Ticket to Ride 14. Paperback Writer 15. Eleanor Rigby 16. I Want to Hold Your Hand |
| 1970 | Hey Jude • DE: Apple 1C 062-04 348 • UK: Parlophone PCS 7184 • US: Apple SW 385                                                         | — | — | — | — | US2 ×3Dreifachplatin · (36 Wo.)US | Erstveröffentlichung: 26. Februar 1970 Verkäufe: + 4.150.000 | Titelliste 1. Can’t Buy Me Love 2. I Should Have Known Better 3. Paperback Writer 4. Rain 5. Lady Madonna 6. Revolution 7. Hey Jude 8. Old Brown Shoe 9. Don’t Let Me Down 10. The Ballad of John and Yoko |
| 1973 | 1962–1966 (auch bekannt als: Rotes Album) • DE: Apple 1C 188-05307/8 • UK: Apple PCSP 717 • US: Apple SKBO 3403                         | DE2 ×4Vierfachplatin · (305 Wo.)DE | AT1 ×3Dreifachplatin · (95 Wo.)AT | CH4 p Platin · (26 Wo.)CH | UK3 ×3Dreifachplatin · (91 Wo.)UK | US3 ×5Diamant + Fünffachplatin · (… Wo.)US | Erstveröffentlichung: 2. April 1973 Neuauflage: 20. September 1993 (CD) Neuauflage: 15. Oktober 2010 (Digital) Neuauflage: 10. November 2023 (Remix) Verkäufe: + 15.630.000 | Titelliste 1. Love Me Do 2. Please Please Me 3. From Me to You 4. She Loves You 5. I Want to Hold Your Hand 6. All My Loving 7. Can’t Buy Me Love 8. A Hard Day’s Night 9. And I Love Her 10. Eight Days a Week 11. I Feel Fine 12. Ticket to Ride 13. Yesterday 14. Help! 15. You’ve Got to Hide Your Love Away 16. We Can Work It Out 17. Day Tripper 18. Drive My Car 19. Norwegian Wood (This Bird Has Flown) 20. Nowhere Man 21. Michelle 22. In My Life 23. Girl 24. Paperback Writer 25. Eleanor Rigby 26. Yellow Submarine |
| 1973 | 1967–1970 (auch bekannt als: Blaues Album) • DE: Apple 1C 188-05309/10 • DDR: AMIGA 8 55 742 • UK: Apple PCSP 718 • US: Apple SKBO 3404 | DE2 ×3Dreifachplatin · (299 Wo.)DE | AT1 ×3Dreifachplatin · (92 Wo.)AT | CH3 p Platin · (30 Wo.)CH | UK2 ×4Vierfachplatin · (88 Wo.)UK | US1 ×7Diamant + Siebenfachplatin · (206 Wo.)US | Erstveröffentlichung: 2. April 1973 Neuauflage: 20. September 1993 (CD) Neuauflage: 15. Oktober 2010 (Digital) Neuauflage: 10. November 2023 (Remix) Verkäufe: + 14.305.000 | Titelliste 1. Strawberry Fields Forever 2. Penny Lane 3. Sgt. Pepper’s Lonely Hearts Club Band 4. With a Little Help from My Friends 5. Lucy in the Sky with Diamonds 6. A Day in the Life 7. All You Need Is Love 8. I Am the Walrus 9. Hello, Goodbye 10. The Fool on the Hill 11. Magical Mystery Tour 12. Lady Madonna 13. Hey Jude 14. Revolution 15. Back in the USSR 16. While My Guitar Gently Weeps 17. Ob-La-Di, Ob-La-Da 18. Get Back 19. Don’t Let Me Down 20. The Ballad of John and Yoko 21. Old Brown Shoe 22. Here Comes the Sun 23. Come Together 24. Something 25. Octopus’s Garden 26. Let It Be 27. Across the Universe 28. The Long and Winding Road |
| 1976 | Rock ’n’ Roll Music q • DE: Odeon 1C 178-06 137/8 • UK: Parlophone PCSP 719 • US: Capitol SKBO 11537                                    | DE10 (6 Mt.)DE | AT6 (3 Mt.)AT | — | UK11 Gold · (15 Wo.)UK | US2 Platin · (30 Wo.)US | Erstveröffentlichung: 7. Juni 1976 Verkäufe: + 3.100.000 | Titelliste 1. Twist and Shout 2. I Saw Her Standing There 3. You Can’t Do That 4. I Wanna Be Your Man 5. I Call Your Name 6. Boys 7. Long Tall Sally 8. Rock and Roll Music 9. Slow Down 10. Medley: a) Kansas City, b) Hey Hey Hey Hey 11. Money (That’s What I Want) 12. Bad Boy 13. Matchbox 14. Roll Over Beethoven 15. Dizzy Miss Lizzy 16. Any Time at All 17. Drive My Car 18. Everybody’s Trying to Be My Baby 19. The Night Before 20. I’m Down 21. Revolution 22. Back in the USSR 23. Helter Skelter 24. Taxman 25. Got to Get You into My Life 26. Hey Bulldog 27. Birthday 28. Get Back |
| 1977 | Love Songs • DE: Odeon 1C 172-06550/1 • UK: Parlophone PCSP721 • US: Capitol SKBL11711                                                  | — | — | — | UK7 Gold · (16 Wo.)UK | US24 ×3Dreifachplatin · (31 Wo.)US | Erstveröffentlichung: 21. Oktober 1977 Verkäufe: + 1.700.000 | Titelliste 1. Yesterday 2. I’ll Follow the Sun 3. I Need You 4. Girl 5. In My Life 6. Words of Love 7. Here, There and Everywhere 8. Something 9. And I Love Her 10. If I Fell 11. I’ll Be Back 12. Tell Me What You See 13. Yes It Is 14. Michelle 15. It’s Only Love 16. You’re Going to Lose That Girl 17. Every Little Thing 18. For No One 19. She’s Leaving Home 20. The Long and Winding Road 21. This Boy 22. Norwegian Wood (This Bird Has Flown) 23. You’ve Got to Hide Your Love Away 24. I Will 25. P.S. I Love You |
| 1979 | 20 Golden Hits • DE: Arcade-Apple ADEG 61                                                                                               | DE4 (10 Wo.)DE | AT7 (2 Mt.)AT | — | UK— n.v.UK | US— n.v.US | Erstveröffentlichung: Mai 1979 | Titelliste 1. She Loves You 2. I Want to Hold Your Hand 3. Can’t Buy Me Love 4. A Hard Day’s Night 5. Ticket to Ride 6. Help! 7. Something 8. We Can Work It Out 9. Michelle 10. Hey Jude 11. All You Need Is Love 12. Penny Lane 13. Sgt. Pepper’s Lonely Hearts Club Band / With a Little Help from My Friends 14. Lady Madonna 15. Paperback Writer 16. Ob-La-Di, Ob-La-Da 17. Yesterday 18. Get Back 19. Here Comes the Sun 20. Let It Be |
| 1979 | Rarities • DE: Apple 1C 038-06 867 • UK: Parlophone PCM 1001 • US: Capitol SHAL 12060                                                   | — | — | — | UK71 Silber · (1 Wo.)UK | US21 Gold · (15 Wo.)US | Erstveröffentlichung: 12. Oktober 1979 Verkäufe: + 610.000 | Titelliste 1. Across the Universe 2. Yes It Is 3. This Boy 4. The Inner Light 5. I’ll Get You 6. Thank You Girl 7. Komm, gib mir deine Hand 8. You Know My Name (Look Up the Number) 9. Sie liebt dich 10. Rain 11. She’s a Woman 12. Matchbox 13. I Call Your Name 14. Bad Boy 15. Slow Down 16. I’m Down 17. Long Tall Sally |
| 1980 | The Beatles Ballads • DE: Odeon 1C 064-07 356 • UK: Parlophone PCS 7214                                                                 | — | — | — | UK17 Gold · (16 Wo.)UK | US— n.v.US | Erstveröffentlichung: 13. Oktober 1980 Verkäufe: + 180.000 | Titelliste 1. Yesterday 2. Norwegian Wood (This Bird Has Flown) 3. Do You Want to Know a Secret 4. For No One 5. Michelle 6. Nowhere Man 7. You’ve Got to Hide Your Love Away 8. Across the Universe 9. All My Loving 10. Hey Jude 11. Something 12. The Fool on the Hill 13. Till There Was You 14. The Long and Winding Road 15. Here Comes the Sun 16. Blackbird 17. And I Love Her 18. She’s Leaving Home 19. Here, There and Everywhere 20. Let It Be |
| 1982 | Reel Music • DE: Odeon 1C 064-07611 • UK: Parlophone PCS 7218 • US: Capitol SV 12199                                                    | — | — | — | — | US19 Gold · (12 Wo.)US | Erstveröffentlichung: 22. März 1982 Verkäufe: + 550.000 | Titelliste 1. A Hard Day’s Night 2. I Should Have Known Better 3. Can’t Buy Me Love 4. And I Love Her 5. Help! 6. You’ve Got to Hide Your Love Away 7. Ticket to Ride 8. Magical Mystery Tour 9. I Am the Walrus 10. Yellow Submarine 11. All You Need Is Love 12. Let It Be 13. Get Back 14. The Long and Winding Road |
| 1982 | 20 Greatest Hits • DE: Odeon 1C 064-07674 • UK: Parlophone PCTC260 • US: Capitol SV-12245                                               | — | — | — | UK10 Platin · (30 Wo.)UK | US50 ×2Doppelplatin · (28 Wo.)US | Erstveröffentlichung: 11. Oktober 1982 Verkäufe: + 2.600.000 | Titelliste 1. Love Me Do 2. From Me to You 3. She Loves You 4. I Want to Hold Your Hand 5. Can’t Buy Me Love 6. A Hard Day’s Night 7. I Feel Fine 8. Ticket to Ride 9. Help! 10. Day Tripper 11. We Can Work It Out 12. Paperback Writer 13. Yellow Submarine 14. Eleanor Rigby 15. All You Need Is Love 16. Hello, Goodbye 17. Lady Madonna 18. Hey Jude 19. Get Back 20. The Ballad of John and Yoko |
| 1988 | Past Masters · Volume One • DE: Apple/EMI CDP7900432 • UK: Parlophone CDP7900432 • US: Capitol CDP7900432                               | — | — | — | UK49 Gold · (1 Wo.)UK | US149 Platin · (6 Wo.)US | Erstveröffentlichung: 7. März 1988 Verkäufe: + 1.172.500 | Titelliste 1. Love Me Do 2. From Me to You 3. Thank You Girl 4. She Loves You 5. I’ll Get You 6. I Want to Hold Your Hand 7. This Boy 8. Komm, gib mir deine Hand 9. Sie liebt dich 10. Long Tall Sally 11. I Call Your Name 12. Slow Down 13. Matchbox 14. I Feel Fine 15. She’s a Woman 16. Bad Boy 17. Yes It Is 18. I’m Down |
| 1988 | Past Masters · Volume Two • DE: Apple/EMI CDP7900442 • UK: Parlophone CDP7900442 • US: Capitol CDP7900442                               | — | — | — | UK46 Gold · (1 Wo.)UK | US121 Platin · (7 Wo.)US | Erstveröffentlichung: 7. März 1988 Verkäufe: + 1.222.500 | Titelliste 1. Day Tripper 2. We Can Work It Out 3. Paperback Writer 4. Rain 5. Lady Madonna 6. The Inner Light 7. Hey Jude 8. Revolution 9. Get Back 10. Don’t Let Me Down 11. The Ballad of John and Yoko 12. Old Brown Shoe 13. Across the Universe 14. Let It Be 15. You Know My Name (Look Up the Number) |
| 1994 | Live at the BBC • DE: Apple/EMI 8317962 • UK: Apple/Parlophone PCSP726 • US: Apple/Capitol 8317961                                      | DE5 Gold · (16 Wo.)DE | AT4 Gold · (18 Wo.)AT | CH4 Gold · (13 Wo.)CH | UK1 ×2Doppelplatin · (23 Wo.)UK | US3 ×4Vierfachplatin · (26 Wo.)US | Erstveröffentlichung: 28. November 1994 Neuauflage: 8. November 2013 (Digital) Verkäufe: + 5.295.000                                                                        | Titelliste 1. Beatle Greetings 2. From Us to You 3. Riding on a Bus 4. I Got a Woman 5. Too Much Monkey Business 6. Keep Your Hands Off My Baby 7. I’ll Be on My Way 8. Young Blood 9. A Shot of Rhythm and Blues 10. Sure to Fall (In Love with You) 11. Some Other Guy 12. Thank You Girl 13. Sha La La La La! 14. Baby It’s You 15. That’s All Right 16. Carol 17. Soldier of Love (Lay Down Your Arms) 18. A Little Rhyme 19. Clarabella 20. I’m Gonna Sit Right Down and Cry (Over You) 21. Crying, Waiting, Hoping 22. Dear Wack! 23. You’ve Really Got a Hold on Me 24. To Know Her Is to Love Her 25. A Taste of Honey 26. Long Tall Sally 27. I Saw Her Standing There 28. The Honeymoon Song 29. Johnny B. Goode 30. Memphis, Tennessee 31. Lucille 32. Can’t Buy Me Love 33. From Fluff to You 34. Till There Was You 35. Crinsk Dee Night 36. A Hard Day’s Night 37. Have a Banana! 38. I Wanna Be Your Man 39. Just a Rumour 40. Roll Over Beethoven 41. All My Loving 42. Things We Said Today 43. She’s a Woman 44. Sweet Little Sixteen 45. 1822! 46. Lonesome Tears in My Eyes 47. Nothin’ Shakin’ 48. The Hippy Hippy Shake 49. Glad All Over 50. I Just Don’t Understand 51. So How Come (No One Loves Me) 52. I Feel Fine 53. I’m a Loser 54. Everybody’s Trying to Be My Baby 55. Rock and Roll Music 56. Ticket to Ride 57. Dizzy Miss Lizzy 58. Medley: a) Kansas City, b) Hey Hey Hey Hey 59. Set Fire to That Lot! 60. Matchbox 61. I Forgot to Remember to Forget 62. Love These Goon Shows! 63. I Got to Find my Baby 64. Ooh! My Soul 65. Ooh! My Arms 66. Don’t Ever Change 67. Slow Down 68. Honey Don’t 69. Love Me Do |
| 1995 | Anthology 1 • DE: Apple 8344452 • UK: Apple CDPCSP727 • US: Apple 34445                                                                 | DE1 Gold · (14 Wo.)DE | AT4 Gold · (11 Wo.)AT | CH2 Platin · (10 Wo.)CH | UK2 ×2Doppelplatin · (12 Wo.)UK | US1 ×8Achtfachplatin · (29 Wo.)US | Erstveröffentlichung: 20. November 1995 Verkäufe: + 7.455.000 | Titelliste 1. Free as a Bird 2. Rede 3. That’ll Be the Day 4. In Spite of All the Danger 5. Speech 6. Hallelujah, I Love Her So 7. You’ll Be Mine 8. Cayenne 9. Rede 10. My Bonnie 11. Ain’t She Sweet 12. Cry for a Shadow 13. Rede 14. Rede 15. Searchin’ 16. Three Cool Cats 17. The Sheik of Araby 18. Like Dreamers Do 19. Hello Little Girl 20. Rede 21. Bésame mucho 22. Love Me Do 23. How Do You Do It 24. Please Please Me 25. One After 909 (Sequence) 26. One After 909 27. Lend Me Your Comb 28. I’ll Get You 29. Rede 30. I Saw Her Standing There (Live) 31. From Me to You (Live) 32. Money (That’s What I Want) (Live) 33. You Really Got a Hold on Me (Live) 34. Roll Over Beethoven (Live) 35. She Loves You (Live) 36. Till There Was You (Live) 37. Twist and Shout (Live) 38. This Boy (Live) 39. I Want to Hold Your Hand (Live) 40. Boys, what I was thinking … 41. Moonlight Bay (Live) 42. Can’t Buy Me Love 43. All My Loving (Mono) 44. You Can’t Do That 45. And I Love Her 46. A Hard Day’s Night 47. I Wanna Be Your Man 48. Long Tall Sally 49. Boys 50. Shout! 51. I’ll Be Back (Take 2) 52. I’ll Be Back (Take 3) 53. You Know What to Do 54. No Reply (Demo) 55. Mr. Moonlight 56. Leave My Kitten Alone 57. No Reply 58. Eight Days a Week (Sequence) 59. Eight Days a Week (Complete) 60. Kansas City / Hey, Hey, Hey, Hey ! |
| 1996 | Anthology 2 • DE: Apple 8344482 • UK: Apple CDPCSP728 • US: Apple 34448                                                                 | DE4 (12 Wo.)DE | AT9 (7 Wo.)AT | CH4 (5 Wo.)CH | UK1 Platin · (15 Wo.)UK | US1 ×4Vierfachplatin · (37 Wo.)US | Erstveröffentlichung: 13. März 1996 Verkäufe: + 3.090.000 | Titelliste 1. Real Love 2. Yes It Is 3. I’m Down 4. You’ve Got to Hide Your Love Away 5. If You’ve Got Trouble 6. That Means a Lot 7. Yesterday 8. It’s Only Love 9. I Feel Fine (Live) 10. Ticket to Ride (Live) 11. Yesterday (Live) 12. Help! (Live) 13. Everybody’s Trying to Be My Baby (Live) 14. Norwegian Wood (This Bird Has Flown) 15. I’m Looking Through You 16. 12-Bar Original 17. Tomorrow Never Knows 18. Got to Get You into My Life 19. And Your Bird Can Sing 20. Taxman 21. Eleanor Rigby (Strings only) 22. I’m Only Sleeping (Rehearsal) 23. I’m Only Sleeping (Take 1) 24. Rock and Roll Music (Live) 25. She’s a Woman (Live) 26. Strawberry Fields Forever 27. Strawberry Fields Forever (Take 1) 28. Strawberry Fields Forever (Take 7 & Edit Piece) 29. Penny Lane 30. A Day in the Life 31. Good Morning Good Morning 32. Only a Northern Song 33. Being for the Benefit of Mr. Kite! (Take 1 and 2) 34. Being for the Benefit of Mr. Kite! (Take 7) 35. Lucy in the Sky with Diamonds 36. Within You Without You (Instrumental) 37. Sgt. Pepper’s Lonely Hearts Club Band (Reprise) 38. You Know My Name (Look Up the Number) 39. I Am the Walrus 40. The Fool on the Hill (Demo) 41. Your Mother Should Know 42. The Fool on the Hill (Take 4) 43. Hello, Goodbye 44. Lady Madonna 45. Across the Universe |
| 1996 | Anthology 3 • DE: Apple 8344511 • UK: Apple CDPCSP729 • US: Apple 34451                                                                 | DE9 (9 Wo.)DE | AT15 (4 Wo.)AT | CH23 (5 Wo.)CH | UK4 Platin · (13 Wo.)UK | US1 ×3Dreifachplatin · (16 Wo.)US | Erstveröffentlichung: 25. Oktober 1996 Verkäufe: + 2.235.000 | Titelliste 1. A Beginning 2. Happiness Is a Warm Gun 3. Helter Skelter 4. Mean Mr. Mustard 5. Polythene Pam 6. Glass Onion 7. Junk 8. Piggies 9. Honey Pie 10. Don’t Pass Me By 11. Ob-La-Di, Ob-La-Da 12. Good Night 13. Cry Baby Cry 14. Blackbird 15. Sexy Sadie 16. While My Guitar Gently Weeps 17. Hey Jude 18. Not Guilty 19. Mother Nature’s Son 20. Glass Onion 21. Rocky Raccoon 22. What’s the New Mary Jane 23. Step Inside Love / Los Paranoias 24. I’m So Tired 25. I Will 26. Why Don’t We Do It in the Road 27. Julia 28. I’ve Got a Feeling 29. She Came in Through the Bathroom Window 30. Dig a Pony 31. Two of Us 32. For You Blue 33. Teddy Boy 34. Rip It Up / Shake, Rattle and Roll / Blue Suede Shoes 35. The Long and Winding Road 36. Oh! Darling 37. All Things Must Pass 38. Mailman, Bring Me No More Blues 39. Get Back 40. Old Brown Shoe 41. Octopus’s Garden 42. Maxwell’s Silver Hammer 43. Something 44. Come Together 45. Come and Get It 46. Ain’t She Sweet 47. Because 48. Let It Be 49. I Me Mine 50. The End |
| 2000 | 1 • Apple 5293252 | DE1 ×11Elffachgold · (76 Wo.)DE | AT1 ×3Dreifachplatin · (62 Wo.)AT | CH1 ×3Dreifachplatin · (67 Wo.)CH | UK1 ×1313-fach-Platin · (467 Wo.)UK | US1 Diamant + Platin · (555 Wo.)US | Erstveröffentlichung: 13. November 2000 Neuauflage: 2. September 2011 (Digital) Verkäufe: + 31.000.000                                                                      | Titelliste 1. Love Me Do 2. From Me to You 3. She Loves You 4. I Want to Hold Your Hand 5. Can’t Buy Me Love 6. A Hard Day’s Night 7. I Feel Fine 8. Eight Days a Week 9. Ticket to Ride 10. Help! 11. Yesterday 12. Day Tripper 13. We Can Work It Out 14. Paperback Writer 15. Yellow Submarine 16. Eleanor Rigby 17. Penny Lane 18. All You Need Is Love 19. Hello, Goodbye 20. Lady Madonna 21. Hey Jude 22. Get Back 23. The Ballad of John and Yoko 24. Something 25. Come Together 26. Let It Be 27. The Long and Winding Road |
| 2001 | Beatles Bop – Hamburg Days PB • DE: Bear Family Records BCD 16583 BH                                                                    | — | — | — | UK— n.v.UK | US— n.v.US | Erstveröffentlichung: 6. November 2001 | Titelliste 1. My Bonnie (Deutsches Intro) 2. My Bonnie (Englisches Intro) 3. My Bonnie (Ohne Intro) 4. The Saints 5. Cry for a Shadow 6. Why (Can’t You Love Me Again) 7. Nobody’s Child 8. Ain’t She Sweet 9. Take Out Some Insurance on Me, Baby/If You Love Me, Baby 10. Sweet Georgia Brown 11. Sweet Georgia Brown (neuer Text) 12. Sweet Georgia Brown (US-Version) 13. Take Out Some Insurance on Me, Baby/If You Love Me, Baby (US-Version) 14. Ain’t She Sweet (US-Version) 15. Nobody’s Child (US-Version) 16. My Bonnie (Medleyversion) 17. The Saints (Medleyversion) 18. Cry for a Shadow (Medley 1) 19. Cry for a Shadow (Medley 2) 20. Swanee River (mit Intro) 21. Swanee River (ohne Intro) |
| 2009 | Past Masters • DE+US: Apple/EMI 2438072 • UK: Apple/Capitol 2438072                                                                     | DE61 (2 Wo.)DE | AT40 (3 Wo.)AT | CH47 (3 Wo.)CH | UK31 Silber · (3 Wo.)UK | US154 (2 Wo.)US | Erstveröffentlichung: 9. September 2009 Verkäufe: + 60.000 | Titelliste 1. Love Me Do 2. From Me to You 3. Thank You Girl 4. She Loves You 5. I’ll Get You 6. I Want to Hold Your Hand 7. This Boy 8. Komm, gib mir deine Hand 9. Sie liebt dich 10. Long Tall Sally 11. I Call Your Name 12. Slow Down 13. Matchbox 14. I Feel Fine 15. She’s a Woman 16. Bad Boy 17. Yes It Is 18. I’m Down 19. Day Tripper 20. We Can Work It Out 21. Paperback Writer 22. Rain 23. Lady Madonna 24. The Inner Light 25. Hey Jude 26. Revolution 27. Get Back 28. Don’t Let Me Down 29. The Ballad of John and Yoko 30. Old Brown Shoe 31. Across the Universe 32. Let It Be 33. You Know My Name (Look Up the Number) |
| 2011 | Anthology Highlights • Apple | — | — | — | — | — | Erstveröffentlichung: 14. Juni 2011 | Titelliste 1. Free as a Bird 2. One After 909 3. That Means a Lot 4. Leave My Kitten Alone 5. If You’ve Got Trouble 6. Can’t Buy Me Love 7. Mr. Moonlight 8. Kansas City/Hey-Hey-Hey-Hey! 9. Eight Day's a Week 10. I’m Looking Through You 11. Yesterday 12. Tomorrow Never Knows 13. Strawberry Fields Forever 14. Across the Universe 15. Something 16. Not Guilty 17. Octopus’s Garden 18. All Things Must Pass 19. Come and Get It 20. Good Night 21. While My Guitar Gently Weeps 22. The Long and Winding Road 23. Real Love |
| 2012 | Tomorrow Never Knows • Calderstone Productions                                                                                          | — | AT34 (1 Wo.)AT | — | UK44 (1 Wo.)UK | US24 (2 Wo.)US | Erstveröffentlichung: 24. Juli 2012 | Titelliste 1. Revolution 2. Paperback Writer 3. And Your Bird Can Sing 4. Helter Skelter 5. Savoy Truffle 6. I’m Down 7. I’ve Got a Feeling (Let It Be … Naked Version) 8. Back in the USSR 9. You Can’t Do That 10. It’s All Too Much 11. She Said She Said 12. Hey Bulldog 13. Tomorrow Never Knows 14. The End (Anthology 3 Version) |
| 2013 | On Air – Live at the BBC Volume 2 • Apple/Universal 3749169                                                                             | DE8 (7 Wo.)DE | AT7 (8 Wo.)AT | CH19 (4 Wo.)CH | UK12 Silber · (7 Wo.)UK | US7 (11 Wo.)US | Erstveröffentlichung: 8. November 2013 Verkäufe: + 140.000 | Titelliste 1. And Here We Are Again 2. Words of Love 3. How About It, Gorgeous? 4. Do You Want to Know a Secret 5. Lucille 6. Hey, Paul… 7. Anna (Go to Him) 8. Hello! 9. Please Please Me 10. Misery 11. I’m Talking About You 12. A Real Treat 13. Boys 14. Absolutely Fab 15. Chains 16. Ask Me Why 17. Till There Was You 18. Lend Me Your Comb 19. Lower 5E 20. The Hippy Hippy Shake 21. Roll Over Beethoven 22. There’s a Place 23. Bumper Bundle 24. P.S. I Love You 25. Please Mr. Postman 26. Beautiful Dreamer 27. Devil in Her Heart 28. The 49 Weeks 29. Sure to Fall (In Love with You) 30. Never Mind, Eh? 31. Twist and Shout 32. Bye, Bye 33. John – Pop Profile 34. George – Pop Profile 35. I Saw Her Standing There 36. Glad All Over 37. Lift Lid Again 38. I’ll Get You 39. She Loves You 40. Memphis, Tennessee 41. Happy Birthday Dear Saturday Club 42. Now Hush, Hush 43. From Me to You 44. Money (That’s What I Want) 45. I Want to Hold Your Hand 46. Brian Bathtubes 47. This Boy 48. If I Wasn’t in America 49. I Got A Woman 50. Long Tall Sally 51. If I Fell 52. A Hard Job Writing Them 53. And I Love Her 54. Oh, Can’t We? Yes We Can 55. You Can’t Do That 56. Honey Don’t 57. I’ll Follow the Sun 58. Green With Black Shutters 59. Medley: Kansas City/Hey! Hey! Hey! Hey! 60. That’s What We’re Here For 61. I Feel Fine (Studio Outtake) 62. Paul – Pop Profile 63. Ringo – Pop Profile |
| 2013 | The Beatles Bootleg Recordings 1963 • Apple                                                                                             | — | — | — | — | US172 (1 Wo.)US | Erstveröffentlichung: 17. Dezember 2013 | Titelliste 1. There’s a Place (Takes 5 & 6) 2. There’s a Place (Take 8) 3. There’s a Place (Take 9) 4. Do You Want to Know a Secret (Track 2, Take 7) 5. A Taste of Honey 6. I Saw Her Standing There 7. Misery (Take 1) 8. Misery (Take 7) 9. From Me to You (Takes 1 & 2) 10. From Me to You (Take 5) 11. Thank You Girl (Take 1) 12. Thank You Girl (Take 5) 13. One After 909 (Takes 1 & 2) 14. Hold Me Tight (Take 21) 15. Money (That’s What I Want) (RM 7 Undubbed) 16. Some Other Guy (BBC-Aufnahme) 17. Love Me Do (BBC-Aufnahme) 18. Too Much Monkey Business (BBC-Aufnahme) 19. I Saw Her Standing There (BBC-Aufnahme) 20. Do You Want to Know a Secret (BBC-Aufnahme) 21. From Me to You (BBC-Aufnahme) 22. I Got to Find My Baby (BBC-Aufnahme) 23. Roll Over Beethoven (BBC-Aufnahme) 24. A Taste of Honey (BBC-Aufnahme) 25. Love Me Do (BBC-Aufnahme) 26. Please Please Me (BBC-Aufnahme) 27. She Loves You (BBC-Aufnahme) 28. I Want to Hold Your Hand (BBC-Aufnahme) 29. Till There Was You (BBC-Aufnahme) 30. Roll Over Beethoven (BBC-Aufnahme) 31. You Really Got a Hold on Me (BBC-Aufnahme) 32. The Hippy Hippy Shake (BBC-Aufnahme) 33. Till There Was You (BBC-Aufnahme) 34. A Shot of Rhythm and Blues (BBC-Aufnahme) 35. A Taste of Honey (BBC-Aufnahme) 36. Money (That’s What I Want) (BBC-Aufnahme) 37. Anna (Go to Him) (BBC-Aufnahme) 38. Love Me Do (BBC-Aufnahme) 39. She Loves You (BBC-Aufnahme) 40. I’ll Get You (BBC-Aufnahme) 41. A Taste of Honey (BBC-Aufnahme) 42. Boys (BBC-Aufnahme) 43. Chains (BBC-Aufnahme) 44. You Really Got a Hold on Me (BBC-Aufnahme) 45. I Saw Her Standing There (BBC-Aufnahme) 46. She Loves You (BBC-Aufnahme) 47. Twist and Shout (BBC-Aufnahme) 48. Do You Want to Know a Secret (BBC-Aufnahme) 49. Please Please Me (BBC-Aufnahme) 50. Long Tall Sally (BBC-Aufnahme) 51. Chains (BBC-Aufnahme) 52. Boys (BBC-Aufnahme) 53. A Taste of Honey (BBC-Aufnahme) 54. Roll Over Beethoven (BBC-Aufnahme) 55. All My Loving (BBC-Aufnahme) 56. She Loves You (BBC-Aufnahme) 57. Till There Was You (BBC-Aufnahme) 58. Bad to Me (Demo) 59. I’m in Love (Demo) |
| 2024 | Beatles ’64 • Universal | — | — | — | — | — | Erstveröffentlichung: 22. November 2024 | Titelliste 1. She Loves You 2. Please Please Me 3. I Want to Hold Your Hand 4. I’ve Been Good to You – The Miracles 5. You Really Got a Hold on Me – The Miracles 6. You Really Got a Hold on Me 7. Yesterday (Live on The Ed Sullivan Show, March 31, 1968) – The Miracles 8. Till There Was You 9. I Saw Her Standing There 10. Money (That’s What I Want) – Barrett Strong 11. Money (That’s What I Want) 12. From Me to You 13. Long Tall Sally – Little Richard 14. Long Tall Sally 15. Baby It’s You 16. Twist and Shout 17. It Won’t Be Long 18. This Boy 19. Roll Over Beethoven – Chuck Berry 20. Roll Over Beethoven |

grau schraffiert: keine Chartdaten aus diesem Jahr verfügbar

### Remixalben
| Jahr | Titel Musiklabel Katalog-Nr.                                                          | Höchstplatzierung, Gesamtwochen, AuszeichnungChartplatzierungen (Jahr, Titel, Musiklabel Katalog-Nr., Platzierungen, Wochen, Auszeichnungen, Anmerkungen, Titelliste) | Höchstplatzierung, Gesamtwochen, AuszeichnungChartplatzierungen (Jahr, Titel, Musiklabel Katalog-Nr., Platzierungen, Wochen, Auszeichnungen, Anmerkungen, Titelliste) | Höchstplatzierung, Gesamtwochen, AuszeichnungChartplatzierungen (Jahr, Titel, Musiklabel Katalog-Nr., Platzierungen, Wochen, Auszeichnungen, Anmerkungen, Titelliste) | Höchstplatzierung, Gesamtwochen, AuszeichnungChartplatzierungen (Jahr, Titel, Musiklabel Katalog-Nr., Platzierungen, Wochen, Auszeichnungen, Anmerkungen, Titelliste) | Höchstplatzierung, Gesamtwochen, AuszeichnungChartplatzierungen (Jahr, Titel, Musiklabel Katalog-Nr., Platzierungen, Wochen, Auszeichnungen, Anmerkungen, Titelliste) | Anmerkungen                                                                                     | Titelliste |
| Jahr | Titel Musiklabel Katalog-Nr.                                                          | DE | AT | CH | UK | US | Anmerkungen                                                                                     | Titelliste |
| ---- | ------------------------------------------------------------------------------------- | --- | --- | --- | --- | --- | ----------------------------------------------------------------------------------------------- | --- |
| 1999 | Yellow Submarine Songtrack • Apple 5214812                                            | DE11 (11 Wo.)DE | AT8 (8 Wo.)AT | CH23 (5 Wo.)CH | UK8 Gold · (9 Wo.)UK | US15 Gold · (16 Wo.)US | Erstveröffentlichung: 13. September 1999 Neuauflage: 4. Juni 2012 (Digital) Verkäufe: + 600.000 | Titelliste 1. Yellow Submarine 2. Hey Bulldog 3. Eleanor Rigby 4. Love You To 5. All Together Now 6. Lucy in the Sky with Diamonds 7. Think for Yourself 8. Sgt. Pepper’s Lonely Hearts Club Band 9. With a Little Help from My Friends 10. Baby, You’re a Rich Man 11. Only a Northern Song 12. All You Need Is Love 13. When I’m Sixty-Four 14. Nowhere Man 15. It’s All Too Much |
| 2003 | Let It Be… Naked • DE: Apple 5957142 • UK: Apple 5957132 • US: Apple CDP 724359522722 | DE13 Gold · (9 Wo.)DE | AT8 (9 Wo.)AT | CH21 (5 Wo.)CH | UK7 Gold · (10 Wo.)UK | US5 Platin · (16 Wo.)US | Erstveröffentlichung: 14. November 2003 Verkäufe: + 1.815.000                                   | Titelliste 1. Get Back 2. Dig a Pony 3. For You Blue 4. The Long and Winding Road 5. Two of Us 6. I’ve Got a Feeling 7. One After 909 8. Don’t Let Me Down 9. I Me Mine 10. Across the Universe 11. Let It Be |
| 2006 | Love • DE+US: Apple/EMI 3798082 • UK: Apple/Capitol 3798082                           | DE2 ×3Dreifachgold · (19 Wo.)DE | AT3 (14 Wo.)AT | CH3 Platin · (14 Wo.)CH | UK2 ×2Doppelplatin · (18 Wo.)UK | US4 ×2Doppelplatin · (84 Wo.)US | Erstveröffentlichung: 17. November 2006 Verkäufe: + 5.000.000                                   | Titelliste 1. Because 2. Get Back 3. Glass Onion 4. Eleanor Rigby/Julia (Transition) 5. I Am the Walrus 6. I Want to Hold Your Hand 7. Drive My Car/The Word/What You’re Doing 8. Gnik Nus 9. Something/Blue Jay Way (Transition) 10. Being for the Benefit of Mr. Kite!/I Want You (She’s So Heavy)/Helter Skelter 11. Help! 12. Blackbird/Yesterday 13. Strawberry Fields Forever 14. Within You Without You/Tomorrow Never Knows 15. Lucy in the Sky with Diamonds 16. Octopus’s Garden 17. Lady Madonna 18. Here Comes the Sun/The Inner Light (Transition) 19. Come Together/Dear Prudence/Cry Baby Cry (Transition) 20. Revolution 21. Back in the USSR 22. While My Guitar Gently Weeps 23. A Day in the Life 24. Hey Jude 25. Sgt. Pepper’s Lonely Hearts Club Band (Reprise) 26. All You Need Is Love |

- Am 26. Februar 1987 wurden die Alben Help! und Rubber Soul in einer neuen Stereoabmischung erstmals auf CD veröffentlicht, diese Abmischung wurde bei der remasterten Wiederveröffentlichung vom 9. September 2009 übernommen.
- Zum jeweiligen 50-jährigen Jubiläum wurden folgende Alben neu abgemischt wiederveröffentlicht: Sgt. Pepper’s Lonely Hearts Club Band (26. Mai 2017), The Beatles (9. November 2018), Abbey Road (27. September 2019) und Let It Be (15. Oktober 2021). Eine Neuabmischung des Albums Revolver erschien am 28. Oktober 2022.

### EPs
Die aufgeführten Chartplatzierungen der EPs betreffen die Singlecharts.

| Jahr | Titel Musiklabel Katalog-Nr. | Höchstplatzierung, Gesamtwochen, AuszeichnungChartplatzierungen (Jahr, Titel, Musiklabel Katalog-Nr., Platzierungen, Wochen, Auszeichnungen, Anmerkungen, Titelliste) | Höchstplatzierung, Gesamtwochen, AuszeichnungChartplatzierungen (Jahr, Titel, Musiklabel Katalog-Nr., Platzierungen, Wochen, Auszeichnungen, Anmerkungen, Titelliste) | Höchstplatzierung, Gesamtwochen, AuszeichnungChartplatzierungen (Jahr, Titel, Musiklabel Katalog-Nr., Platzierungen, Wochen, Auszeichnungen, Anmerkungen, Titelliste) | Höchstplatzierung, Gesamtwochen, AuszeichnungChartplatzierungen (Jahr, Titel, Musiklabel Katalog-Nr., Platzierungen, Wochen, Auszeichnungen, Anmerkungen, Titelliste) | Höchstplatzierung, Gesamtwochen, AuszeichnungChartplatzierungen (Jahr, Titel, Musiklabel Katalog-Nr., Platzierungen, Wochen, Auszeichnungen, Anmerkungen, Titelliste) | Anmerkungen                                                                                           | Titelliste |
| Jahr | Titel Musiklabel Katalog-Nr. | DE | AT | CH | UK | US | Anmerkungen                                                                                           | Titelliste |
| ---- | --- | --- | --- | --- | --- | --- | --- | --- |
| 1963 | The Beatles (DE) / Twist and Shout (UK) • DE: Odeon 41560 • UK: Parlophone GEP8882                                                              | — | — | — | UK4 (20 Wo.)UK | US— n.v.US | Erstveröffentlichung: Mai 1963 (DE) Erstveröffentlichung: 12. Juli 1963 (UK) Verkäufe: + 950.000      | Titelliste 1. Twist and Shout 2. A Taste of Honey 3. Do You Want to Know a Secret 4. There’s a Place |
| 1963 | Tony Sheridan with The Beatles • DE: Polydor 41646                                                                                              | — | — | — | UK— n.v.UK | US68 (14 Wo.)US | Erstveröffentlichung: Juli 1963 mit Tony Sheridan                                                     | Titelliste 1. My Bonnie 2. Cry for a Shadow 3. The Saints 4. Why |
| 1963 | The Beatles’ Hits • DE: Odeon 41598 • UK: Parlophone GEP8880                                                                                    | — | — | — | UK17 Silber · (8 Wo.)UK | US— n.v.US | Erstveröffentlichung: 6. September 1963 Verkäufe: + 250.000                                           | Titelliste 1. From Me to You 2. Thank You Girl 3. Please Please Me 4. Love Me Do |
| 1963 | The Beatles (No. 1) (UK) / The Beatles Vol. 5 (Die Größten Vier) (DE) • DE: Odeon 1C 016-06 328 • UK: Parlophone GEP8883                        | — | — | — | UK24 Silber · (6 Wo.)UK | US— n.v.US | Erstveröffentlichung: 1. November 1963 (UK) Erstveröffentlichung: April 1977 (DE) Verkäufe: + 250.000 | Titelliste 1. I Saw Her Standing There 2. Misery 3. Anna (Go to Him) 4. Chains |
| 1964 | All My Loving (UK) / The Beatles Vol. 4 (Die Größten Vier) (DE) • DE: Odeon 1C 016-06 327 • UK: Parlophone GEP8891                              | — | — | — | UK13 Silber · (7 Wo.)UK | US— n.v.US | Erstveröffentlichung: 7. Februar 1964 (UK) Erstveröffentlichung: April 1977 (DE) Verkäufe: + 250.000  | Titelliste 1. All My Loving 2. Ask Me Why 3. Money (That’s What I Want) 4. P.S. I Love You |
| 1964 | The Beatles’ Sound • DE: Odeon 41627 | — | — | — | UK— n.v.UK | US— n.v.US | Erstveröffentlichung: 23. Februar 1964                                                                | Titelliste 1. Roll Over Beethoven 2. I’ll Get You 3. It Won’t Be Long 4. I Want to Hold Your Hand |
| 1964 | Souvenir of their Visit to America • US: VeeJay EP1-903                                                                                         | DE— n.v.DE | AT— n.v.AT | CH— n.v.CH | UK— n.v.UK | — | Erstveröffentlichung: 23. März 1964 Verkäufe: + 1.000.000                                             | Titelliste 1. Misery 2. A Taste of Honey 3. Ask Me Why 4. Anna (Go to Him) |
| 1964 | Four by the Beatles • US: Capitol EAP-1-2121 | DE— n.v.DE | AT— n.v.AT | CH— n.v.CH | UK— n.v.UK | US92 (3 Wo.)US | Erstveröffentlichung: 11. Mai 1964                                                                    | Titelliste 1. Roll Over Beethoven 2. All My Loving 3. This Boy 4. Please Mr. Postman |
| 1964 | Long Tall Sally • DE: Odeon 41638 • UK: Parlophone GEP8913                                                                                      | — | — | — | UK11 Silber · (6 Wo.)UK | US196 r (1 Wo.)US | Erstveröffentlichung: 19. Juni 1964 Neuauflage: 28. November 2014 (RSD) Verkäufe: + 1.000.000         | Titelliste 1. Long Tall Sally 2. I Call Your Name 3. Slow Down 4. Matchbox |
| 1964 | The Beatles’ Songs • DE: Odeon 41641 | — | — | — | UK— n.v.UK | US— n.v.US | Erstveröffentlichung: September 1964                                                                  | Titelliste 1. A Hard Day’s Night 2. I Should Have Known Better 3. If I Fell 4. Can’t Buy Me Love |
| 1964 | The Beatles’ Voice • DE: Odeon 41647 | — | — | — | UK— n.v.UK | US— n.v.US | Erstveröffentlichung: Oktober 1964                                                                    | Titelliste 1. I’m Happy Just to Dance with You 2. And I Love Her 3. Tell Me Why 4. Any Time at All |
| 1964 | Extracts from the Film A Hard Day’s Night (UK) / The Beatles Vol. 7 (Die Größten Vier) (DE) • DE: Odeon 1C 016-06 330 • UK: Parlophone GEP8920  | — | — | — | — | US— n.v.US | Erstveröffentlichung: 4. November 1964 (UK) Erstveröffentlichung: April 1977 (DE)                     | Titelliste 1. I Should Have Known Better 2. If I Fell 3. Tell Me Why 4. And I Love Her |
| 1964 | Extracts from the Album A Hard Day’s Night (UK) / The Beatles Vol. 6 (Die Größten Vier) (DE) • DE: Odeon 1C 016-06 329 • UK: Parlophone GEP8924 | — | — | — | — | US— n.v.US | Erstveröffentlichung: 6. November 1964 (UK) Erstveröffentlichung: April 1977 (DE)                     | Titelliste 1. Any Time at All 2. I’ll Cry Instead 3. Things We Said Today 4. When I Get Home |
| 1965 | 4 by the Beatles • US: Capitol R-5365 | DE— n.v.DE | AT— n.v.AT | CH— n.v.CH | UK— n.v.UK | US68 (5 Wo.)US | Erstveröffentlichung: 1. Februar 1965                                                                 | Titelliste 1. Honey Don’t 2. I’m a Loser 3. Mr. Moonlight 4. Everybody’s Trying to Be My Baby |
| 1965 | The Beatles’ Music (DE) / Beatles for Sale (UK) • DE: Odeon 41668 / Odeon 1C 016-06 397 • UK: Parlophone GEP8931                                | — | — | — | — | US— n.v.US | Erstveröffentlichung: März 1965 (DE) Erstveröffentlichung: 6. April 1965 (UK)                         | Titelliste 1. No Reply 2. I’m a Loser 3. Rock and Roll Music 4. Eight Days a Week |
| 1965 | Beatles for Sale (No. 2) (UK) / The Beatles Vol. 3 (Die Größten Vier) (DE) • DE: Odeon 1C 016-06 326 • UK: Parlophone GEP8938                   | — | — | — | — | US— n.v.US | Erstveröffentlichung: 4. Juni 1965 (UK) Erstveröffentlichung: April 1977                              | Titelliste 1. I’ll Follow the Sun 2. Baby’s in Black 3. Words of Love 4. I Don’t Want to Spoil the Party |
| 1965 | The Beatles Forever • DE: Odeon 41680 | — | — | — | UK— n.v.UK | US— n.v.US | Erstveröffentlichung: September 1965                                                                  | Titelliste 1. Dizzy Miss Lizzy 2. You Like Me too Much 3. Bad Boy 4. Tell Me What You See |
| 1965 | The Beatles’ Million Sellers (UK) / 2 Plus 2 Vol. 45 (DE) • DE: Odeon 1C 016-06 396 • UK: Parlophone GEP8946                                    | — | — | — | — | US— n.v.US | Erstveröffentlichung: 6. Dezember 1965 (UK) Erstveröffentlichung: Juli 1977 (DE)                      | Titelliste 1. She Loves You 2. I Want to Hold Your Hand 3. Can’t Buy Me Love 4. I Feel Fine |
| 1966 | The Beatles Soul • DE: Odeon 41681 | — | — | — | UK— n.v.UK | US— n.v.US | Erstveröffentlichung: Februar 1966                                                                    | Titelliste 1. Michelle 2. Run for Your Life 3. Drive My Car 4. Girl |
| 1966 | Yesterday (UK) / The Beatles Vol. 2 (Die Größten Vier) (DE) • DE: Odeon 1C 016-06 325 • UK: Parlophone GEP8948                                  | — | — | — | — | US— n.v.US | Erstveröffentlichung: 4. März 1966 (UK) Erstveröffentlichung: April 1977 (DE)                         | Titelliste 1. Yesterday 2. Act Naturally 3. You Like Me Too Much 4. It’s Only Love |
| 1966 | Nowhere Man (UK) / The Beatles Vol. 1 (Die Größten Vier) (DE) • DE: Odeon 1C 016-06 324 • UK: Parlophone GEP8952                                | — | — | — | — | US— n.v.US | Erstveröffentlichung: 8. Juli 1966 (UK) Erstveröffentlichung: April 1977 (DE)                         | Titelliste 1. Nowhere Man 2. Drive My Car 3. Michelle 4. You Won’t See Me |
| 1967 | Magical Mystery Tour • DE: Odeon 39501/2 • UK: Parlophone MMT-1 (Mono); SMMT-1 (Stereo)                                                         | — | — | CH6 (1 Wo.)CH | UK2 (12 Wo.)UK | US— n.v.US | Erstveröffentlichung: 8. Dezember 1967                                                                | Titelliste 1. Magical Mystery Tour (Lennon/McCartney) 2. Your Mother Should Know (Lennon/McCartney) 3. I Am the Walrus (Lennon/McCartney) 4. The Fool on the Hill (Lennon/McCartney) 5. Flying (Lennon/McCartney/Harrison/Starkey) 6. Blue Jay Way (Harrison) |
| 1995 | Baby It’s You • DE: APPLE 0724388207324 • UK: APPLE R6406 • US: APPLE CDP58348                                                                  | DE94 (2 Wo.)DE | — | — | UK7 (14 Wo.)UK | US67 (4 Wo.)US | Erstveröffentlichung: 20. März 1995                                                                   | Titelliste 1. Baby It’s You 2. I’ll Follow the Sun 3. Devil in Her Heart 4. Boys |
| 1995 | Free as a Bird • DE: APPLE 724388258722 • UK: APPLE R6422 • US: APPLE CDP58497                                                                  | — | — | — | — | — | Erstveröffentlichung: 12. Dezember 1995                                                               | Titelliste 1. Free as a Bird 2. I Saw Her Standing There 3. This Boy 4. Christmas Time (Is Here Again) |
| 1996 | Real Love • DE: APPLE 724388264624 • UK: APPLE R6425 • US: APPLE CDP58544                                                                       | — | — | — | — | — | Erstveröffentlichung: 4. März 1996                                                                    | Titelliste 1. Real Love 2. Baby’s in Black 3. Yellow Submarine 4. Here, There and Everywhere |

grau schraffiert: keine Chartdaten aus diesem Jahr verfügbar
In Großbritannien gab es zwischen 1960 und 1967 auch eigenständige EP-Charts, in denen die Beatles achtmal die Nummer-eins-Position belegten. Folgende EPs erreichten in Großbritannien die Nummer-eins-Position in den EP-Charts: Twist and Shout, The Beatles’ Hits, All My Loving, Long Tall Sally, Extracts from the Film A Hard Day’s Night, Beatles for Sale, The Beatles’ Million Sellers und Yesterday. Weitere Platzierungen waren: The Beatles (No. 1): Platz 2, Extracts from the Album A Hard Day’s Night : Platz 7, Beatles for Sale (No. 2): Platz 5 und Nowhere Man: Platz 4.

### Interviewalben
Seit den 1970er erschienen bei diversen Tonträgerfirmen Interviewalben der Beatles in einer rechtlichen Grauzone. Es wird nachfolgend von diesen nur das Album The Beatles Tapes from the David Wigg Interviews aufgeführt, das sich in den britischen Charts platzieren konnte.

| Jahr | Titel Musiklabel Katalog-Nr.                                                                                     | Höchstplatzierung, Gesamtwochen, AuszeichnungChartplatzierungen (Jahr, Titel, Musiklabel Katalog-Nr., Platzierungen, Wochen, Auszeichnungen, Anmerkungen, Titelliste) | Höchstplatzierung, Gesamtwochen, AuszeichnungChartplatzierungen (Jahr, Titel, Musiklabel Katalog-Nr., Platzierungen, Wochen, Auszeichnungen, Anmerkungen, Titelliste) | Höchstplatzierung, Gesamtwochen, AuszeichnungChartplatzierungen (Jahr, Titel, Musiklabel Katalog-Nr., Platzierungen, Wochen, Auszeichnungen, Anmerkungen, Titelliste) | Höchstplatzierung, Gesamtwochen, AuszeichnungChartplatzierungen (Jahr, Titel, Musiklabel Katalog-Nr., Platzierungen, Wochen, Auszeichnungen, Anmerkungen, Titelliste) | Höchstplatzierung, Gesamtwochen, AuszeichnungChartplatzierungen (Jahr, Titel, Musiklabel Katalog-Nr., Platzierungen, Wochen, Auszeichnungen, Anmerkungen, Titelliste) | Anmerkungen                                                   | Titelliste |
| Jahr | Titel Musiklabel Katalog-Nr.                                                                                     | DE | AT | CH | UK | US | Anmerkungen                                                   | Titelliste |
| ---- | --- | --- | --- | --- | --- | --- | ------------------------------------------------------------- | --- |
| 1964 | The American Tour with Ed Rudy • US: Radio Pulsebeat News – No. 2                                                | DE— n.v.DE | AT— n.v.AT | CH— n.v.CH | UK— n.v.UK | US20 (13 Wo.)US | Erstveröffentlichung: 9. Juni 1964                            | Titelliste 1. The American Tour With Ed Rudy 2. Phone Interview |
| 1964 | Hear the Beatles Tell All • US: VeeJay PRO 30 (Mono)                                                             | DE— n.v.DE | AT— n.v.AT | CH— n.v.CH | UK— n.v.UK | — | Erstveröffentlichung: 14. September 1964                      | Titelliste 1. Jim Steck Interviews John Lennon 2. Dave Hull Interviews John, Paul, George, Ringo |
| 1964 | The Beatles’ Story • US: Capitol STBO 2222 (Stereo)                                                              | DE— n.v.DE | AT— n.v.AT | CH— n.v.CH | UK— n.v.UK | US7 (17 Wo.)US | Erstveröffentlichung: 23. November 1964 Verkäufe: + 1.000.000 | Titelliste 1. On Stage with the Beatles 2. How Beatlemania Began 3. Beatlemania in Action 4. Man Behind the Beatles – Brian Epstein 5. John Lennon 6. Who’s a Millionaire? 7. Beatles Will Be Beatles 8. Man Behind the Music – George Martin 9. George Harrison 10. A Hard Day’s Night – Their First Movie 11. Paul McCartney 12. Sneaky Haircuts and More About Paul 13. The Beatles Look at Life 14. “Victims” of Beatlemania 15. Beatle Medley 16. Ringo Starr 17. Liverpool and All the World! |
| 1976 | The Beatles Tapes from the David Wigg Interviews • EU: Polydor 847 185-2 • UK: Polydor 2683 068 • US: PBR 7005/6 | — | — | — | UK45 (1 Wo.)UK | — | Erstveröffentlichung: 30. Juli 1976                           | Titelliste 1. Kapitel 1: Interview mit John Lennon & Yoko Ono 2. Kapitel 2: Interview mit Paul McCartney 3. Kapitel 3: Interview mit George Harrison 4. Kapitel 4: Interview mit Ringo Starr |

grau schraffiert: keine Chartdaten aus diesem Jahr verfügbar

## Singles
In Österreich wurden lediglich drei Singles hergestellt, die anderen Singles wurden aus Deutschland importiert. Das Label war nicht wie in Deutschland Odeon, sondern Parlophon (nicht zu verwechseln mit dem britischen Parlophone-Label, das in der Schreibweise mit einem e endet). In der Schweiz wurden weder Singles noch Alben der Beatles gepresst, sondern ebenfalls aus Deutschland importiert. In Deutschland wurden in den Jahren 1965 bis 1967 zehn Singles speziell für die Schweiz hergestellt, die eine eigenständige Schweizer Katalognummer von Odeon erhielten. Die Single We Can Work It Out / Day Tripper wurde im Vereinigten Königreich für den Export in die Schweiz gepresst, das Singlecover wurde jedoch in Deutschland hergestellt. Da die Chartlistung für Singles in Österreich erst ab Ende 1964 und in der Schweiz erst ab Ende 1967 begann, ist I Feel Fine die erste platzierte Single der Beatles in Österreich im November 1964. In der Schweiz konnte sich Hello, Goodbye als erste Single im November 1967 platzieren. Darüber hinaus ist zu beachten, dass die Chartwochen alle Platzierungswochen durch Wiedereinstiege aufgrund von Wiederveröffentlichungen sowohl als CD als auch in digitaler Form enthalten.

| Jahr | Titel Album | Höchstplatzierung, Gesamtwochen/‑monate, AuszeichnungChartplatzierungen (Jahr, Titel, Album, Platzierungen, Wochen/Monate, Auszeichnungen, Anmerkungen, Musiklabel Katalog-Nr.) | Höchstplatzierung, Gesamtwochen/‑monate, AuszeichnungChartplatzierungen (Jahr, Titel, Album, Platzierungen, Wochen/Monate, Auszeichnungen, Anmerkungen, Musiklabel Katalog-Nr.) | Höchstplatzierung, Gesamtwochen/‑monate, AuszeichnungChartplatzierungen (Jahr, Titel, Album, Platzierungen, Wochen/Monate, Auszeichnungen, Anmerkungen, Musiklabel Katalog-Nr.) | Höchstplatzierung, Gesamtwochen/‑monate, AuszeichnungChartplatzierungen (Jahr, Titel, Album, Platzierungen, Wochen/Monate, Auszeichnungen, Anmerkungen, Musiklabel Katalog-Nr.) | Höchstplatzierung, Gesamtwochen/‑monate, AuszeichnungChartplatzierungen (Jahr, Titel, Album, Platzierungen, Wochen/Monate, Auszeichnungen, Anmerkungen, Musiklabel Katalog-Nr.) | Anmerkungen                                                                                    | Musiklabel Katalog-Nr.                                                                                    | [↑]: gemeinsam behandelt mit vorhergehendem Eintrag; [←]: in beiden Charts platziert |
| Jahr | Titel Album | DE | AT | CH | UK | US | Anmerkungen                                                                                    | Musiklabel Katalog-Nr.                                                                                    |                                                                                      |
| --- | --- | --- | --- | --- | --- | --- | ---------------------------------------------------------------------------------------------- | --- | ------------------------------------------------------------------------------------ |
| 1961 | My Bonnie / The Saints PB My Bonnie                                                                              | DE32 (4 Mt.)DE | — | — | UK48 (1 Wo.)UK | US26 (6 Wo.)US | Erstveröffentlichung: 23. Oktober 1961 Tony Sheridan & The Beat Brothers Verkäufe: + 1.000.000 | • DE: Polydor NH 24673 (1961); Polydor NH 52273 (1964) • UK: Polydor NH 66833 • US: DECCA 31382           |                                                                                      |
| 1962 | Love Me Do UK: Please Please Me / US: Introducing … The Beatles                                                  | — | — | — | UK4 s Gold · (26 Wo.)UK | US1 Platin · (14 Wo.)US | Erstveröffentlichung: 4. Oktober 1962 Verkäufe: + 1.415.000                                    | • DE: Odeon O 22 396 • UK: Parlophone R4949 • US: Tollie 9008; Oldies 45 OL 151; Capitol Starline 6062    |                                                                                      |
| 1963 | Please Please Me UK: Please Please Me / US: Introducing … The Beatles                                            | DE20 (2 Mt.)DE | — | — | UK2 (22 t Wo.)UK | US3 Platin · (13 Wo.)US | Erstveröffentlichung: 11. Januar 1963 Verkäufe: + 1.000.000                                    | • DE: Odeon O 22 396 • UK: Parlophone R4983 • US: Vee Jay VJ 498; Oldies 45 OL 150; Capitol Starline 6063 |                                                                                      |
| 1963 | From Me to You UK: Separate Single / US: Jolly What! The Beatles and Frank Ifield on Stage                       | — | — | — | UK1 (25 t Wo.)UK | — | Erstveröffentlichung: 8. April 1963                                                            | • DE: Odeon O 22 416 • UK: Parlophone R5015 • US: Vee Jay VJ 522                                          |                                                                                      |
| 1963 | She Loves You UK: Separate Single / US: The Beatles’ Second Album                                                | DE7 (5 Mt.)DE | — | — | UK1 (36 t Wo.)UK | US1 (15 Wo.)US | Erstveröffentlichung: 23. August 1963 Verkäufe: + 5.000.000                                    | • DE: Odeon O 22 554 • UK: Parlophone R5055 • US: Swan 4152                                               |                                                                                      |
| 1963 | Twist and Shout UK: Please Please Me / US: Introducing … The Beatles                                             | DE10 (7 Mt.)DE | — | — | UK48 Platin · (2 u Wo.)UK | US2 Platin · (26 Wo.)US | Erstveröffentlichung: 16. September 1963 Verkäufe: + 1.715.000 Original: The Top Notes         | • DE: Odeon O 22 581 • UK: EMI MIUCT3354 • US: Tollie 9001; Oldies 45 OL 151; Capitol Starline 6061       |                                                                                      |
| 1963 | I Want to Hold Your Hand UK: Separate Single / US: Meet the Beatles!                                             | DE1 (6 Mt.)DE | — | — | UK1 Silber · (25 t Wo.)UK | US1 Gold · (15 Wo.)US | Erstveröffentlichung: 29. November 1963 Verkäufe: + 12.000.000                                 | • DE: Odeon O 22 623 • UK: Parlophone R5084 • US: Capitol 5112                                            |                                                                                      |
| 1963 | Roll Over Beethoven UK: With the Beatles / US: The Beatles’ Second Album                                         | DE31 (1 Mt.)DE | — | — | UK— n.v.UK | US68 (4 Wo.)US | Erstveröffentlichung: 29. November 1963 Original: Chuck Berry                                  | • DE: Odeon O 22 623 • UK: Parlophone R5084 • US: Capitol 72133 (Kanada-Import)/Capitol Starline 6065     |                                                                                      |
| 1963 | It Won’t Be Long With the Beatles                                                                                | — | — | — | UK— n.v.UK | US— n.v.US | Erstveröffentlichung: 11. Dezember 1963                                                        | • DE: Odeon O 22 638 • DDR: AMIGA 450493                                                                  |                                                                                      |
| 1964 | Misery UK: Please Please Me / US: Introducing … The Beatles                                                      | DE37 (2 Mt.)DE | — | — | UK— n.v.UK | US— n.v.US | Erstveröffentlichung: 28. Januar 1964                                                          | • DE: Odeon O 22 663 • US: Capitol Starline 6065                                                          |                                                                                      |
| 1964 | From Me to You Jolly What! The Beatles and Frank Ifield on Stage                                                 | DE— n.v.DE | AT— n.v.AT | CH— n.v.CH | UK— n.v.UK | US41 (6 Wo.)US | Erstveröffentlichung: 30. Januar 1964 Verkäufe: + 1.000.000                                    | • UK: Vee Jay VJ 581                                                                                      |                                                                                      |
| 1964 | Cry for a Shadow PB The Beatles’ First                                                                           | — | — | — | — | US— n.v.US | Erstveröffentlichung: Februar 1964                                                             | • DE: Polydor NH 52275                                                                                    |                                                                                      |
| 1964 | Komm, gib mir deine Hand DE/US: Something New                                                                    | DE* S1DE | — | — | UK— n.v.UK | US— n.v.US | Erstveröffentlichung: 4. Februar 1964 * siehe I Want to Hold Your Hand                         | • DE: Odeon O 22 671                                                                                      |                                                                                      |
| 1964 | Sie liebt dich US: Separate Single                                                                               | DE*DE | — | — | UK— n.v.UK | US97 (1 Wo.)US | Erstveröffentlichung: 4. Februar 1964 * siehe She Loves You                                    | • DE: Odeon O 22 671 • US: Swan 4182                                                                      |                                                                                      |
| 1964 | All My Loving UK: With the Beatles / US: Meet the Beatles!                                                       | DE32 (1 Mt.)DE | — | — | UK— n.v. SilberUK | US45 (6 Wo.)US | Erstveröffentlichung: 20. Februar 1964 Verkäufe: + 200.000                                     | • DE: Odeon O 22 681 • US: Capitol 72144 (Kanada-Import)                                                  |                                                                                      |
| 1964 | Can’t Buy Me Love A Hard Day’s Night                                                                             | DE24 (3 Mt.)DE | — | — | UK1 Silber · (17 w Wo.)UK | US1 Gold · (10 Wo.)US | Erstveröffentlichung: 9. März 1964 Verkäufe: + 7.000.000                                       | • DE: Odeon O 22 697 • AT: Parlophon O 28 518 • UK: Parlophone R5114 • US: Capitol 5150                   |                                                                                      |
| 1964 | Do You Want to Know a Secret UK: Please Please Me / US: Introducing … The Beatles                                | DE34 (2 Mt.)DE | — | — | UK— n.v.UK | US2 Gold · (11 Wo.)US | Erstveröffentlichung: 23. März 1964 Verkäufe: + 1.000.000                                      | • DE: Odeon O 22 710 • US: Vee Jay VJ 587; Oldies 45 OL 149; Capitol Starline 6064                        |                                                                                      |
| 1964 | Why PB The Beatles’ First                                                                                        | DE— n.v.DE | AT— n.v.AT | CH— n.v.CH | UK— n.v.UK | US88 (1 Wo.)US | Erstveröffentlichung: 27. März 1964 mit Tony Sheridan                                          | • US: MGM K 13227                                                                                         |                                                                                      |
| 1964 | Ain’t She Sweet PB The Beatles’ First                                                                            | — | — | — | UK29 (6 Wo.)UK | US19 (9 Wo.)US | Erstveröffentlichung: April 1964 Original: Lou Gold & The Melody Man                           | • DE: Polydor 2042263 • DDR: AMIGA 450466 • UK: Polydor NH 52317 • US: ATCO 45-6308                       |                                                                                      |
| 1964 | Please Mr. Postman With the Beatles                                                                              | DE47 (1 Mt.)DE | — | — | UK— n.v.UK | US— n.v.US | Erstveröffentlichung: 26. Mai 1964 Original: The Marvelettes                                   | • DE: Odeon O 22 741                                                                                      |                                                                                      |
| 1964 | Sweet Georgia Brown PB My Bonnie                                                                                 | DE— n.v.DE | AT— n.v.AT | CH— n.v.CH | UK— n.v.UK | — | Erstveröffentlichung: 1. Juni 1964 mit Tony Sheridan                                           | • DE: Polydor NH 52906 • DDR: AMIGA 450471 • US: ATCO 45-6302                                             |                                                                                      |
| 1964 | A Hard Day’s Night                                                                                               | DE2 (3 Mt.)DE | — | — | UK1 Silber · (16 w Wo.)UK | US1 Gold · (13 Wo.)US | Erstveröffentlichung: 10. Juli 1964 Verkäufe: + 2.015.000                                      | • DE: Odeon O 22 760 • AT: Parlophon O 28 521 • UK: Parlophone R5160 • US: Capitol 5222                   |                                                                                      |
| 1964 | Long Tall Sally UK: Long Tall Sally (EP) / US: The Beatles’ Second Album                                         | DE7 (3 Mt.)DE | — | — | UK— n.v.UK | US— n.v.US | Erstveröffentlichung: 3. Juni 1964 Original: Little Richard                                    | • DE: Odeon O 22 745                                                                                      |                                                                                      |
| 1964 | And I Love Her A Hard Day’s Night                                                                                | — | — | — | UK— n.v. SilberUK | US12 (9 Wo.)US | Erstveröffentlichung: 20. Juni 1964 Verkäufe: + 200.000                                        | • DE: Odeon O 22 792 • US: Capitol 5235                                                                   |                                                                                      |
| 1964 | I’ll Cry Instead UK: A Hard Day’s Night / US: Something New                                                      | — | — | — | UK— n.v.UK | US25 (7 Wo.)US | Erstveröffentlichung: 19. Juli 1964                                                            | • DE: Odeon O 22 789 • US: Capitol 5234                                                                   |                                                                                      |
| 1964 | Matchbox UK: Long Tall Sally (EP) / US: Something New                                                            | — | — | — | UK— n.v.UK | US17 (8 Wo.)US | Erstveröffentlichung: 24. August 1964 Original: Carl Perkins                                   | • DE: Odeon O 22 820 • US: Capitol 5255                                                                   |                                                                                      |
| 1964 | If I Fell A Hard Day’s Night                                                                                     | DE25 (2 Wo.)DE | — | — | UK— n.v.UK | US— n.v.US | Erstveröffentlichung: 3. September 1964                                                        | • DE: Odeon O 22 797                                                                                      |                                                                                      |
| 1964 | I Feel Fine UK: Separate Single / US: Beatles ’65                                                                | DE3 (4½ Mt.)DE | AT3 (3 Mt.)AT | — | UK1 (15 w Wo.)UK | US1 Gold · (11 Wo.)US | Erstveröffentlichung: 11. November 1964 Verkäufe: + 2.440.000                                  | • DE: Odeon O 22 851 • UK: Parlophone R5200 • US: Capitol 5327                                            |                                                                                      |
| 1965 | No Reply UK: Beatles for Sale / US: Beatles ’65                                                                  | DE5 x (1 Mt.)DE | — | — | UK— n.v.UK | US— n.v.US | Erstveröffentlichung: 10. Februar 1965                                                         | • DE+CH: Odeon O 22 893                                                                                   |                                                                                      |
| 1965 | Eight Days a Week UK: Beatles for Sale / US: Beatles VI                                                          | DE7 x (1½ Mt.)DE | — | — | UK— n.v. SilberUK | US1 Gold · (10 Wo.)US | Erstveröffentlichung: 15. Februar 1965 Verkäufe: + 1.200.000                                   | • US: Capitol 5371                                                                                        |                                                                                      |
| 1965 | Rock and Roll Music UK: Beatles for Sale / US: Beatles ’65                                                       | DE2 (4 Mt.)DE | AT4 (2 Mt.)AT | — | UK— n.v.UK | US— n.v.US | Erstveröffentlichung: 22. Februar 1965 Original: Chuck Berry                                   | • DE+CH: Odeon O 22 915                                                                                   |                                                                                      |
| 1965 | Ticket to Ride Help!                                                                                             | DE2 (2½ Mt.)DE | AT8 (1 Mt.)AT | — | UK1 Silber · (15 y Wo.)UK | US1 (11 Wo.)US | Erstveröffentlichung: 9. April 1965 Verkäufe: + 1.450.000                                      | • DE+CH: Odeon O 22 950 • AT: Parlophon O 28 523 • UK: Parlophone R5265 • US: Capitol 5407                |                                                                                      |
| 1965 | Kansas City/Hey Hey Hey Hey UK: Beatles for Sale / US: Beatles VI                                                | DE18 (½ Mt.)DE | — | — | UK— n.v.UK | — | Erstveröffentlichung: 8. Juni 1965 Original: Wilbert Harrison/Little Richard                   | • DE: Odeon O 22 999 • US: Capitol Starline 6066                                                          |                                                                                      |
| 1965 | Help! | DE2 (5 Mt.)DE | AT5 (3 Mt.)AT | — | UK1 Silber (Physisch) + Platin (Digital) · (21 z Wo.)UK | US1 Gold · (13 Wo.)US | Erstveröffentlichung: 19. Juli 1965 Verkäufe: + 2.325.000                                      | • DE+CH: Odeon O 23 023 • UK: Parlophone R5305, EMI CDR5305 • US: Capitol 5476                            |                                                                                      |
| 1965 | Yesterday UK: Help! / US: Yesterday and Today                                                                    | DE6 (2½ Mt.)DE | AT10 (1 Mt.)AT | CH— n.v.CH | UK8 Platin · (9 u Wo.)UK | US1 Gold · (11 Wo.)US | Erstveröffentlichung: 13. September 1965 Verkäufe: + 2.500.000                                 | • DE: Odeon O 23 031 • UK: Parlophone R6013 • US: Capitol 5498                                            |                                                                                      |
| 1965 | We Can Work It Out Doppel-A-Seite UK: Separate Single / US: Yesterday and Today                                  | DE2 (4 Mt.)DE | — | — | UK1 Silber · (15 y Wo.)UK | US1 Gold · (12 Wo.)US | Erstveröffentlichung: 3. Dezember 1965 Verkäufe: + 2.420.000                                   | • DE: Odeon O 23 122 • CH+UK: Parlophone 505 389 • US: Capitol 5555                                       |                                                                                      |
| 1965 | Day Tripper Doppel-A-Seite UK: Separate Single / US: Yesterday and Today                                         | DE— n.v.DE | AT— n.v.AT | CH— n.v.CH | UK— n.v. SilberUK | US5 (10 Wo.)US | Erstveröffentlichung: 3. Dezember 1965 Verkäufe: + 200.000                                     | • US: Capitol 5555                                                                                        |                                                                                      |
| 1966 | Michelle UK: Rubber Soul                                                                                         | DE6 (4 Mt.)DE | AT3 (3 Mt.)AT | — | UK— n.v. SilberUK | US— n.v.US | Erstveröffentlichung: 21. Januar 1966 Verkäufe: + 200.000                                      | • DE+CH: Odeon O 23 152                                                                                   |                                                                                      |
| 1966 | Nowhere Man UK: Rubber Soul / US: Yesterday and Today                                                            | DE3 (2½ Mt.)DE | AT8 (1 Mt.)AT | — | UK— n.v.UK | US3 Gold · (9 Wo.)US | Erstveröffentlichung: 21. Februar 1966 Verkäufe: + 1.000.000                                   | • DE+CH: Odeon O 23 171 • US: Capitol 5587                                                                |                                                                                      |
| 1966 | Paperback Writer UK: Separate Single / US: Hey Jude                                                              | DE1 (3 Mt.)DE | AT4 (2 Mt.)AT | — | UK1 (18 aa Wo.)UK | US1 Gold · (10 Wo.)US | Erstveröffentlichung: 30. Mai 1966 Verkäufe: + 2.000.000                                       | • DE+CH: Odeon O 23 210 • UK: Parlophone R5452 • US: Capitol 5651                                         |                                                                                      |
| 1966 | Yellow Submarine Doppel-A-Seite Revolver                                                                         | DE1 (15 Wo.)DE | AT1 (3 Mt.)AT | — | UK1 Gold · (15 ab Wo.)UK | US2 Gold · (9 Wo.)US | Erstveröffentlichung: 5. August 1966 Verkäufe: + 1.615.000                                     | • DE+CH: Odeon O 23 280 • UK: Parlophone R5493 • US: Capitol 5715                                         |                                                                                      |
| 1966 | Eleanor Rigby Doppel-A-Seite Revolver                                                                            | — | — | — | UK94 Platin · (1 u Wo.)UK | US11 (8 Wo.)US | Erstveröffentlichung: 5. August 1966 Verkäufe: + 615.000                                       | • UK: EMI MIUCT3335 • US: Capitol 5715                                                                    |                                                                                      |
| 1967 | Penny Lane Doppel-A-Seite UK: Separate Single / US: Magical Mystery Tour                                         | DE1 (4 Mt.)DE | AT5 (3 Mt.)AT | — | UK2 Gold · (13 ac Wo.)UK | US1 Gold · (10 Wo.)US | Erstveröffentlichung: 13. Februar 1967 Verkäufe: + 2.000.000                                   | • DE+CH: Odeon O 23 436 • UK: Parlophone R5570 • US: Capitol 5810                                         |                                                                                      |
| 1967 | Strawberry Fields Forever Doppel-A-Seite UK: Separate Single/ US: Magical Mystery Tour                           | — | AT13 (2 Mt.)AT | — | UK32 Gold · (3 Wo.)UK | US8 (9 Wo.)US | Erstveröffentlichung: 13. Februar 1967 Verkäufe: + 415.000                                     | • DE: Odeon O 23 436 • UK: Parlophone R5570 • US: Capitol 5810                                            |                                                                                      |
| 1967 | All You Need Is Love UK: Separate Single / US:Magical Mystery Tour                                               | DE1 (4 Mt.)DE | AT1 (4 Mt.)AT | — | UK1 Gold · (16 ac Wo.)UK | US1 Gold · (11 Wo.)US | Erstveröffentlichung: 30. Juni 1967 Verkäufe: + 3.000.000                                      | • DE: Odeon O 23 560 • UK: Parlophone R5620 • US: Capitol 5964                                            |                                                                                      |
| 1967 | Hello, Goodbye UK: Separate Single / US: Magical Mystery Tour                                                    | DE1 (3½ Mt.)DE | AT2 (4 Mt.)AT | CH2 (6 Wo.)CH | UK1 (14 ac Wo.)UK | US1 Gold · (11 Wo.)US | Erstveröffentlichung: 24. November 1967 Verkäufe: + 2.000.000                                  | • DE: Odeon O 23 660 • UK: Parlophone R5655 • US: Capitol 2056                                            |                                                                                      |
| 1968 | Lady Madonna UK: Separate Single / US: Hey Jude                                                                  | DE2 (3 Mt.)DE | AT1 (4 Mt.)AT | CH1 (13 Wo.)CH | UK1 (10 ad Wo.)UK | US4 Platin · (11 Wo.)US | Erstveröffentlichung: 15. März 1968 Verkäufe: + 2.000.000                                      | • DE: Odeon O 23 733 • UK: Parlophone R5675 • US: Capitol 2138                                            |                                                                                      |
| 1968 | Hey Jude UK: Separate Single / US: Hey Jude                                                                      | DE1 (6 Mt.)DE | AT1 (5 Mt.)AT | CH1 (17 Wo.)CH | UK1 Platin · (29 ae Wo.)UK | US1 ×4Vierfachplatin · (19 Wo.)US | Erstveröffentlichung: 26. August 1968 Verkäufe: + 8.000.000                                    | • DE: Odeon/Apple 23 880 • UK: Apple R5722 • US: Apple 2276                                               |                                                                                      |
| 1969 | Ob-La-Di, Ob-La-Da The Beatles                                                                                   | DE1 (3 Mt.)DE | AT1 (2 Mt.)AT | CH1 (12 Wo.)CH | UK— n.v. SilberUK | US49 (7 Wo.)US | Erstveröffentlichung: 14. Januar 1969 Verkäufe: + 215.000                                      | • DE: Apple 24 004 • US: Capitol 4347                                                                     |                                                                                      |
| 1969 | Get Back Let It Be                                                                                               | DE1 (3½ Mt.)DE | AT1 (3 Mt.)AT | CH1 (11 Wo.)CH | UK1 Silber · (20 af Wo.)UK | US1 ×2Doppelplatin · (12 Wo.)US | Erstveröffentlichung: 11. April 1969 mit Billy Preston Verkäufe: + 4.500.000                   | • DE: Apple 1C 006-04084 • UK: Apple R5777 • US: Apple 2490                                               |                                                                                      |
| 1969 | The Ballad of John and Yoko UK: Separate Single / US: Hey Jude                                                   | DE1 (3½ Mt.)DE | AT1 (3 Mt.)AT | CH1 (11 Wo.)CH | UK1 (16 af Wo.)UK | US8 Gold · (9 Wo.)US | Erstveröffentlichung: 30. Mai 1969 Verkäufe: + 4.500.000                                       | • DE: Apple 1C 006-04108 • UK: Apple R5786 • US: Apple 2531                                               |                                                                                      |
| 1969 | Something Doppel-A-Seite Abbey Road                                                                              | DE1 ag (4 Mt.)DE | AT11 (3 Mt.)AT | — | UK4 Platin · (13 ah Wo.)UK | US3 ×2Doppelplatin · (6 Wo.)US | Erstveröffentlichung: 6. Oktober 1969 Verkäufe: + 2.645.000                                    | • DE: Apple 1C 006-04266 • UK: Apple R5814 • US: Apple 2654                                               |                                                                                      |
| 1969 | Come Together Doppel-A-Seite Abbey Road[DE: ↑]                                                                   | DE1 ag (4 Mt.)DE | AT2 (3 Mt.)AT | CH2 (11 Wo.)CH | UK81 Platin · (2 u Wo.)UK | US1 (16 Wo.)US | Erstveröffentlichung: 6. Oktober 1969 Verkäufe: + 865.000                                      | • DE: Apple 1C 006-04266 • UK: EMI MIUCT3334 • US: Apple 2654                                             |                                                                                      |
| 1970 | Let It Be | DE2 Gold · (4½ Mt.)DE | AT1 (6 Mt.)AT | CH1 (17 Wo.)CH | UK2 ×2Doppelplatin · (18 af Wo.)UK | US1 ×2Doppelplatin · (14 Wo.)US | Erstveröffentlichung: 3. März 1970 Verkäufe: + 4.065.000                                       | • DE: Apple 1C 006-04353 • UK: Apple R5833 • US: Apple 2764                                               |                                                                                      |
| 1970 | The Long and Winding Road Let It Be                                                                              | DE26 (1½ Mt.)DE | — | CH8 (3 Wo.)CH | UK— n.v. SilberUK | US1 Platin · (10 Wo.)US | Erstveröffentlichung: 11. Mai 1970 Verkäufe: + 1.200.000                                       | • DE: Apple 1C 006-04514 • US: Apple 2832                                                                 |                                                                                      |
| 1972 | All Together Now Yellow Submarine                                                                                | — | — | — | UK— n.v.UK | US— n.v.US | Erstveröffentlichung: 2. Februar 1972                                                          | • DE: Apple 1C 006-04982                                                                                  |                                                                                      |
| 1976 | Back in the USSR The Beatles / Rock ‘n’ Roll Music                                                               | — | — | — | UK19 Silber · (6 Wo.)UK | US— n.v.US | Erstveröffentlichung: 25. Mai 1976 Verkäufe: + 200.000                                         | • DE: Odeon 1C 006-06179 • UK: Parlophone R6016                                                           |                                                                                      |
| 1976 | Got to Get You into My Life Revolver / Rock ‘n’ Roll Music                                                       | — | — | — | UK— n.v.UK | US7 Gold · (16 Wo.)US | Erstveröffentlichung: 31. Mai 1976 Verkäufe: + 500.000                                         | • DE: Odeon 1C 006-06167 • US: Capitol 4274                                                               |                                                                                      |
| 1978 | Sgt. Pepper’s Lonely Hearts Club Band / With a Little Help from My Friends Sgt. Pepper’s Lonely Hearts Club Band | — | — | — | UK63 Silber + Silber · (3 Wo.)UK | US71 (7 Wo.)US | Erstveröffentlichung: 14. August 1978 Verkäufe: + 400.000                                      | • DE: Apple 1C 006-06838 • UK: Parlophone R6022 • US: Capitol 4612                                        |                                                                                      |
| 1982 | The Beatles’ Movie Medley Separate Single                                                                        | — | — | — | UK10 (9 Wo.)UK | US12 (11 Wo.)US | Erstveröffentlichung: 22. März 1982                                                            | • DE: Apple 1C 006-07627 • UK: Parlophone R6055 • US: Capitol B-5107                                      |                                                                                      |
| 1995 | Free as a Bird Anthology 1                                                                                       | DE37 (10 Wo.)DE | AT32 (2 Wo.)AT | CH25 (8 Wo.)CH | UK2 Silber · (14 Wo.)UK | US6 Gold · (11 Wo.)US | Erstveröffentlichung: 12. Dezember 1995 Verkäufe: + 700.000                                    | • DE: Apple 7243 8 82588 2 1 • UK: Apple R6422 • US: Apple 58497                                          |                                                                                      |
| 1996 | Real Love Anthology 2                                                                                            | DE45 (7 Wo.)DE | — | CH26 (6 Wo.)CH | UK4 (9 Wo.)UK | US11 Gold · (7 Wo.)US | Erstveröffentlichung: 4. März 1996 Verkäufe: + 500.000                                         | • DE: Apple 7243 8 82647 2 3 • UK: Apple R6425 • US: Apple 58544                                          |                                                                                      |
| 2023 | Now and Then 1967–1970 (2023 Version)                                                                            | DE1 (4 Wo.)DE | AT1 (3 Wo.)AT | CH2 (4 Wo.)CH | UK1 Silber · (9 Wo.)UK | US7 (2 Wo.)US | Erstveröffentlichung: 2. November 2023 Verkäufe: + 260.000                                     | • DE: 0602448145864 • UK: Apple 45-R 4814586                                                              |                                                                                      |
| Folgende Lieder erschienen nicht als A-Seite, konnten sich jedoch als B-Seiten in den Charts platzieren:                                                        | | | | | | |                                                                                                | |                                                                                      |
| | | | | | | |                                                                                                | |                                                                                      |
| 1962 | P.S. I Love You UK: Please Please Me / US: Introducing … The Beatles                                             | DE— n.v.DE | AT— n.v.AT | CH— n.v.CH | — | US10 (8 Wo.)US | Erstveröffentlichung: 5. Oktober 1962                                                          | • UK: Parlophone R4949 • US: Tollie 9008                                                                  |                                                                                      |
| 1964 | I Saw Her Standing There UK: Please Please Me / US: Introducing … The Beatles / Meet the Beatles!                | — | — | — | UK90 Silber · (1 u Wo.)UK | US14 (11 Wo.)US | Erstveröffentlichung: 13. Januar 1964 Verkäufe: + 215.000                                      | • DE: Odeon O 22 820 • UK: EMI MIUCT3341 • US: Capitol 5112                                               |                                                                                      |
| 1964 | There’s a Place UK: Please Please Me / US: Introducing … The Beatles                                             | DE— n.v.DE | AT— n.v.AT | CH— n.v.CH | UK— n.v.UK | US74 (1 Wo.)US | Erstveröffentlichung: 2. März 1964                                                             | • US: Tollie 9001                                                                                         |                                                                                      |
| 1964 | You Can’t Do That UK: A Hard Day’s Night / US: The Beatles’ Second Album                                         | — | — | — | — | US48 (4 Wo.)US | Erstveröffentlichung: 9. März 1964                                                             | • DE: Odeon O 22 697 • UK: Parlophone R5114 • US: Capitol 5150                                            |                                                                                      |
| 1964 | Thank You Girl UK: Separate Single / US: The Beatles’ Second Album                                               | DE— n.v.DE | AT— n.v.AT | CH— n.v.CH | UK— n.v.UK | US35 (7 Wo.)US | Erstveröffentlichung: 23. März 1964                                                            | • US: Vee Jay VJ 587                                                                                      |                                                                                      |
| 1964 | I Should Have Known Better A Hard Day’s Night                                                                    | DE6 ai (3½ Mt.)DE | — | — | UK— n.v.UK | US53 (4 Wo.)US | Erstveröffentlichung: 13. Juni 1964                                                            | • DE: Odeon O 22 792 • US: Capitol 5222                                                                   |                                                                                      |
| 1964 | I’m Happy Just to Dance with You UK/US: A Hard Day’s Night / US: Something New                                   | DE— n.v.DE | AT— n.v.AT | CH— n.v.CH | UK— n.v.UK | US95 (1 Wo.)US | Erstveröffentlichung: 20. Juni 1964                                                            | • US: Capitol 5234                                                                                        |                                                                                      |
| 1964 | If I Fell UK/US: A Hard Day’s Night / US: Something New                                                          | DE25 (2 Mt.)DE | — | — | UK— n.v.UK | US53 (9 Wo.)US | Erstveröffentlichung: 20. Juni 1964                                                            | • DE: Odeon O 22 797 • US: Capitol 5235                                                                   |                                                                                      |
| 1964 | Slow Down UK: Long Tall Sally (EP) / US: Something New                                                           | DE— n.v.DE | AT— n.v.AT | CH— n.v.CH | UK— n.v.UK | US25 (7 Wo.)US | Erstveröffentlichung: 24. August 1964 Original: Larry Williams                                 | • DE: Odeon O 22 838 • US: Capitol 5255                                                                   |                                                                                      |
| 1964 | She’s a Woman UK: Separate Single / US: Beatles ’65                                                              | — | — | — | — | US4 (9 Wo.)US | Erstveröffentlichung: 11. November 1964                                                        | • DE: Odeon O 22 851 • UK: Parlophone R5200 • US: Capitol 5327                                            |                                                                                      |
| 1965 | I Don’t Want to Spoil the Party UK: Beatles for Sale / US: Beatles VI                                            | DE— n.v.DE | AT— n.v.AT | CH— n.v.CH | UK— n.v.UK | US39 (6 Wo.)US | Erstveröffentlichung: 15. Februar 1965                                                         | • US: Capitol 5371                                                                                        |                                                                                      |
| 1965 | Yes It Is UK: Separate Single / US: Beatles VI                                                                   | — | — | — | — | US46 (4 Wo.)US | Erstveröffentlichung: 9. April 1965                                                            | • DE: Odeon O 22 950 • UK: Parlophone R5265 • US: Capitol 5407                                            |                                                                                      |
| 1965 | Act Naturally UK: Help! / US: Yesterday and Today                                                                | — | — | — | — | US47 (7 Wo.)US | Erstveröffentlichung: 13. September 1965 Original: Buck Owens & The Buckaroos                  | • DE+CH: Odeon O 23 031 • UK: Parlophone R6013 • US: Capitol 5498                                         |                                                                                      |
| 1966 | What Goes On UK: Rubber Soul / US: Yesterday and Today                                                           | — | — | — | UK— n.v.UK | US81 (2 Wo.)US | Erstveröffentlichung: 21. Februar 1966                                                         | • US: Capitol 5587                                                                                        |                                                                                      |
| 1966 | Rain UK: Separate Single / US: Hey Jude                                                                          | — | — | — | — | US23 (7 Wo.)US | Erstveröffentlichung: 30. Mai 1966                                                             | • US: Capitol 5651                                                                                        |                                                                                      |
| 1967 | Baby You’re a Rich Man UK: Separate Single / US: Magical Mystery Tour                                            | — | — | — | — | US34 (5 Wo.)US | Erstveröffentlichung: 7. Juli 1967                                                             | • US: Capitol 5964                                                                                        |                                                                                      |
| 1967 | I Am the Walrus UK: Magical Mystery Tour (EP) / US: Magical Mystery Tour (Album)                                 | — | — | — | UK— SilberUK | US56 (4 Wo.)US | Erstveröffentlichung: 24. November 1967 Verkäufe: + 200.000                                    | • US: Capitol 2056                                                                                        |                                                                                      |
| 1968 | The Inner Light UK: Separate Single / US: Hey Jude                                                               | — | — | — | — | US96 (1 Wo.)US | Erstveröffentlichung: 15. März 1968                                                            | • US: Capitol 2138                                                                                        |                                                                                      |
| 1968 | Revolution UK: Separate Single / US: Hey Jude                                                                    | — | — | — | — | US12 (11 Wo.)US | Erstveröffentlichung: 26. August 1968                                                          | • US: Apple 2276                                                                                          |                                                                                      |
| 1969 | Don’t Let Me Down UK: Separate Single / US: Hey Jude                                                             | — | — | — | — | US35 (4 Wo.)US | Erstveröffentlichung: 11. April 1969 Verkäufe: + 15.000                                        | • US: Apple 2490                                                                                          |                                                                                      |
| Folgende Lieder erschienen nicht als Single, wurden aber durch das Album zum Download und Streaming bereitgestellt und konnten somit eine Platzierung erlangen: | | | | | | |                                                                                                | |                                                                                      |
| | | | | | | |                                                                                                | |                                                                                      |
| 2010 | Here Comes the Sun Abbey Road                                                                                    | DE— GoldDE | — | — | UK58 ×4Vierfachplatin · (4 Wo.)UK | — | Charteinstieg: 27. November 2010 Verkäufe: + 3.200.000                                         | • UK: EMI MIUCT3338                                                                                       |                                                                                      |
| 2010 | In My Life UK: Rubber Soul                                                                                       | — | — | — | UK78 Platin · (1 Wo.)UK | — | Charteinstieg: 27. November 2010 Verkäufe: + 660.000                                           | • UK: EMI MIUCT3342                                                                                       |                                                                                      |

grau schraffiert: keine Chartdaten aus diesem Jahr verfügbar

## Videoalben und Musikvideos

### Videoalben
| Jahr | Titel Musiklabel Katalog-Nr. | Höchstplatzierung, Gesamtwochen, AuszeichnungChartplatzierungen (Jahr, Titel, Musiklabel Katalog-Nr., Platzierungen, Wochen, Auszeichnungen, Anmerkungen, Titelliste) | Höchstplatzierung, Gesamtwochen, AuszeichnungChartplatzierungen (Jahr, Titel, Musiklabel Katalog-Nr., Platzierungen, Wochen, Auszeichnungen, Anmerkungen, Titelliste) | Höchstplatzierung, Gesamtwochen, AuszeichnungChartplatzierungen (Jahr, Titel, Musiklabel Katalog-Nr., Platzierungen, Wochen, Auszeichnungen, Anmerkungen, Titelliste) | Höchstplatzierung, Gesamtwochen, AuszeichnungChartplatzierungen (Jahr, Titel, Musiklabel Katalog-Nr., Platzierungen, Wochen, Auszeichnungen, Anmerkungen, Titelliste) | Höchstplatzierung, Gesamtwochen, AuszeichnungChartplatzierungen (Jahr, Titel, Musiklabel Katalog-Nr., Platzierungen, Wochen, Auszeichnungen, Anmerkungen, Titelliste) | Anmerkungen                                                   | Titelliste |
| Jahr | Titel Musiklabel Katalog-Nr. | DE | AT | CH | UK | US | Anmerkungen                                                   | Titelliste |
| ---- | --- | --- | --- | --- | --- | --- | ------------------------------------------------------------- | --- |
| 1984 | Let It Be • Warner Home Video | — | — | — | — | — | Erstveröffentlichung: Juni 1984                               | Titelliste 1. Let It Be |
| 1984 | Yeah! Yeah! Yeah! • MPI Home Video | — | — | — | — | — | Erstveröffentlichung: Juni 1984                               | Titelliste 1. Yeah Yeah Yeah |
| 1987 | Help! • MPI Home Video | — | — | CH4 aj (2 Wo.)CH | — | US1 ×5Fünffachplatin · (142 Wo.)US | Erstveröffentlichung: Februar 1987 Verkäufe: + 632.500        | Titelliste 1. Help! |
| 1987 | Yellow Submarine • MGM/UA Home Video | DE—DE | AT—AT | CH1 ak (17 Wo.)CH | UK—UK | US—US | Erstveröffentlichung: Februar 1987 Verkäufe: + 7.500          | Titelliste 1. Yellow Submarine |
| 1990 | Magical Mystery Tour • UK: Empire Films • US: Media-Home Entertainment | — | AT1 (3 Wo.)AT | CH1 al (6 Wo.)CH | UK1 (… Wo.)UK | US1 Gold · (39 Wo.)US | Erstveröffentlichung: 26. März 1990 Verkäufe: + 50.000        | Titelliste 1. Magical Mystery Tour |
| 1991 | The Beatles: The First U.S. Visit • UK: Apple 5993609, Capitol 5993609 • US: Apple CLV 6218, MPI Home Video CLV 6218 | — | AT3 (1 Wo.)AT | — | UK61 Gold · (1 Wo.)UK | US1 ×2Doppelplatin · (43 Wo.)US | Erstveröffentlichung: 13. November 1991 Verkäufe: + 250.500   | Titelliste 1. The Arrival – February 7,1964 2. All My Loving 3. Till There Was You 4. She Loves You 5. I Want to Hold Your Hand 6. I Saw Her Standing There 7. I Wanna Be Your Man 8. She Loves You 9. From Me to You 10. This Boy 11. All My Loving 12. Twist And Shout 13. Please Please Me 14. I Want to Hold Your Hand 15. The Departure – February |
| 1994 | The Beatles Collection • US: Apple/MPI Home Video 6083-3 | DE— n.v.DE | AT— n.v.AT | CH— n.v.CH | UK— n.v.UK | — | Erstveröffentlichung: 7. Februar 1994                         | Titelliste - VHS 1: Help! - VHS 2: Magical Mystery Tour - VHS 3: The First U.S.Visit - VHS 4: The Making of A Hard Day’s Night |
| 1995 | You Can’t Do That! The Making of A Hard Day’s Night • UK: MPI Home Video VC 6529 • US: MPI Home Video CLV 7056 | DE— n.v.DE | AT— n.v.AT | CH— n.v.CH | — | US21 (5 Wo.)US | Erstveröffentlichung: 25. März 1995                           | Titelliste 1. Trailer 2. Introduction 3. 1965 4. The Producer and the Director 5. The Script 6. The Beatles 7. The Music 8. Getting Close to The Beatles 9. Production Style Elemens 10. Beatlemania! 11. Trivia Facts 12. Marketing the Movie 13. Reviews 14. Conclusion / Footage Montage 15. You Can’t Do That |
| 1996 | Anthology • UK: Apple 0 724349 162532 • US: Apple PA-96570 | DE— PlatinDE | AT1 (11 Wo.)AT | CH83 am (2 Wo.)CH | UK1 ×2Doppelplatin · (101 Wo.)UK | US1 ×1313-fach-Platin · (83 Wo.)US | Erstveröffentlichung: 5. September 1996 Verkäufe: + 1.718.000 | Titelliste - VHS 1: July ’40 to March ’63 - VHS 2: March ’63 to February ’64 - VHS 3: February ’64 to July ’64 - VHS 4: August ’64 to August ’65 - VHS 5: August ’65 to July ’66 - VHS 6: July ’66 to June ’67 - VHS 7: June ’67 to July ’68 - VHS 8: July ’68 to the End |
| 2003 | The Four Historic Ed Sullivan Shows Featuring The Beatles • EU: Eagle Vision EREDV372 • US: GoodTimes/SOFA 05-81575 | — | — | — | UK26 (6 Wo.)UK | US1 (63 Wo.)US | Erstveröffentlichung: 28. Oktober 2003                        | Titelliste - Kapitel 1: The Ed Sullivan Show February 9, 1964 - Kapitel 2: The Ed Sullivan Show February 16, 1964 - Kapitel 3: The Ed Sullivan Show February 23, 1964 - Kapitel 4: The Ed Sullivan Show September 12, 1965 |
| 2008 | All Together Now – A Documentary Film • Apple 2044807 | DE—DE | AT—AT | CH—CH | UK3 (9 Wo.)UK | US2 (26 Wo.)US | Erstveröffentlichung: 17. Oktober 2008 mit Cirque du Soleil   | Titelliste 1. All Together Now 2. Changing the Music 3. Music in the Theatre 4. Making ‘Love’ 5. Trailer ‘Love’ |
| 2015 | 1+ • Apple 8359512 | — | AT8 (1 Wo.)AT | CH1 (18 Wo.)CH | — | US2 (31 Wo.)US | Erstveröffentlichung: 6. November 2015 Verkäufe: + 40.000     | Titelliste 1. Love Me Do 2. From Me to You (Live Royal Variety Performance / 10th November 1963) 3. She Loves You 4. I Want to Hold Your Hand 5. Can’t Buy Me Love 6. A Hard Day’s Night (Spoken Word Intro / Live Palais Des Sports, Paris 1965) 7. I Feel Fine (Version 1) 8. Eight Days a Week 9. Ticket to Ride 10. Help! 11. Yesterday (Spoken Word Intro / Live Studio 50, New York City 1965) 12. Day Tripper (Version 2 / Black Outfits) 13. We Can Work It Out (Version 2 / Black Outfits) 14. Paperback Writer (Version 1 / Chiswick Park) 15. Yellow Submarine (Re-Edited / From “Yellow Submarine”) 16. Eleanor Rigby (From “Yellow Submarine”) 17. Penny Lane 18. All You Need Is Love 19. Hello, Goodbye (Version 1) 20. Lady Madonna (Version 2) 21. Hey Jude 22. Get Back (1969 Promo Clip) 23. The Ballad of John and Yoko 24. Something 25. Come Together 26. Let It Be (1970 Promo Clip) 27. The Long and Winding Road (From “Let It Be” / No Strings) |
| 2016 | The Beatles: Eight Days a Week – The Touring Years • DE: Imagine/Polygram/White Horse 505658 SC, StudioCanal 505657 DX • UK: Imagine/Polygram/White Horse/StudioCanal OPTBD3092 • US: Capitol/Imagine/Polygram/UME/White Horse B0025750-59 | — | — | — | UK1 ×5Fünffachplatin · (… Wo.)UK | US1 Platin · (113 Wo.)US | Erstveröffentlichung: 18. November 2016 Verkäufe: + 360.000   | Titelliste - Kapitel 1: Ein Film von Ron Howard - Kapitel 2: Words & Music - Kapitel 3: Early Clues to a New Direction - Kapitel 4: The Beatles Live 1963–1965 - Kapitel 5: A Deeper Dive - Kapitel 6: An Alternative Opening for the Film |
| 2022 | The Beatles: Get Back • Apple 8 717418 604516 | — | — | — | UK1 Gold · (… Wo.)UK | — | Erstveröffentlichung: 14. Juli 2022 Verkäufe: + 25.000        | Titelliste - Blu-ray/DVD 1: Die Band bereitet sich in den Twickenham Film Studios für ein Konzert vor. - Blu-ray/DVD 2: Die Konzertvorbereitungen werden in den Apple Studios fortgesetzt. - Blu-ray/DVD 3: The Beatles spielen live auf dem Dach des Apple-Gebäudes. |

### Musikvideos
| Jahr | Titel                                       | Regie                                            |
| ---- | ------------------------------------------- | ------------------------------------------------ |
| 1965 | I Feel Fine                                 | Joe McGrath (2 Versionen)                        |
| 1965 | Ticket to Ride                              | Joe McGrath                                      |
| 1965 | Help!                                       | Joe McGrath                                      |
| 1965 | We Can Work It Out                          | Joe McGrath (3 Versionen)                        |
| 1965 | Day Tripper                                 | Joe McGrath (2 Versionen)                        |
| 1966 | Paperback Writer                            | Michael Lindsay-Hogg (5 Versionen)               |
| 1966 | Rain                                        | Michael Lindsay-Hogg (4 Versionen)               |
| 1967 | Strawberry Fields Forever                   | Peter Goldmann                                   |
| 1967 | Penny Lane                                  | Peter Goldmann                                   |
| 1967 | A Day in the Life                           | The Beatles                                      |
| 1967 | Hello, Goodbye                              | Paul McCartney (3 Versionen)                     |
| 1968 | Lady Madonna                                | The Beatles (2 Versionen)                        |
| 1968 | Hey Jude                                    | Michael Lindsay-Hogg (3 Versionen)               |
| 1968 | Revolution                                  | Michael Lindsay-Hogg (2 Versionen)               |
| 1969 | Don’t Let Me Down                           | Michael Lindsay-Hogg (1969) / Bob Smeaton (2003) |
| 1969 | Get Back                                    | Michael Lindsay-Hogg (1969) / Bob Smeaton (2003) |
| 1969 | The Ballad of John and Yoko                 | The Beatles                                      |
| 1969 | Something                                   | The Beatles                                      |
| 1970 | Let It Be                                   | Michael Lindsay-Hogg                             |
| 1970 | The Long and Winding Road                   | Michael Lindsay-Hogg                             |
| 1994 | Baby It’s You                               | Geoff Wonfor                                     |
| 1995 | Free as a Bird                              | Joe Pytka                                        |
| 1995 | Real Love                                   | Kevin Godley, Geoff Wonfor (2 Versionen)         |
| 1999 | Hey Bulldog                                 | The Beatles                                      |
| 2000 | Come Together                               | Christophe Branche, Alexandre Garnier            |
| 2006 | Within You Without You/Tomorrow Never Knows | Simon Hilton                                     |
| 2013 | Words of Love                               | Pete Candeland / Giles Dill / Lee Gingold        |
| 2015 | Love Me Do                                  | Don Haworth, Matthew Longfellow                  |
| 2015 | Yellow Submarine                            | George Dunning, Mathew Longfellow                |
| 2015 | Eight Days a Week                           | Mathew Longfellow                                |
| 2015 | Twist and Shout                             |                                                  |
| 2015 | From Me to You                              | Robert Nesbit, Bill Ward                         |
| 2015 | She Loves You                               | Lasse Sari                                       |
| 2015 | I Want to Hold Your Hand                    |                                                  |
| 2015 | Can’t Buy Me Love                           | Rita Gillespie                                   |
| 2015 | Please Please Me                            | Tim Kiley                                        |
| 2015 | A Hard Day’s Night                          | Jean-Christophe Averty                           |
| 2015 | Yesterday                                   | Tim Kiley                                        |
| 2015 | Eleanor Rigby                               | George Dunning                                   |
| 2015 | All You Need Is Love                        | Derek Burrell Davis                              |
| 2016 | While My Guitar Gently Weeps                | Dandypunk / Andre Kasten / Leah Moyer            |
| 2016 | Boys                                        | Paul Crowder                                     |
| 2018 | Back in the USSR                            | Alasdair Brotherston & Jock Mooney               |
| 2018 | Glass Onion                                 | Alasdair Brotherston & Jock Mooney               |
| 2019 | Here Comes the Sun                          | Alasdair Brotherston & Jock Mooney               |
| 2022 | I’m Only Sleeping                           | Em Cooper                                        |
| 2022 | Here, There and Everywhere                  | Rok Predin                                       |
| 2023 | Now and Then                                | Peter Jackson                                    |

## Boxsets
| Jahr | Titel Musiklabel Katalog-Nr.                                                                                      | Höchstplatzierung, Gesamtwochen, AuszeichnungChartplatzierungen (Jahr, Titel, Musiklabel Katalog-Nr., Platzierungen, Wochen, Auszeichnungen, Anmerkungen, Inhalt) | Höchstplatzierung, Gesamtwochen, AuszeichnungChartplatzierungen (Jahr, Titel, Musiklabel Katalog-Nr., Platzierungen, Wochen, Auszeichnungen, Anmerkungen, Inhalt) | Höchstplatzierung, Gesamtwochen, AuszeichnungChartplatzierungen (Jahr, Titel, Musiklabel Katalog-Nr., Platzierungen, Wochen, Auszeichnungen, Anmerkungen, Inhalt) | Höchstplatzierung, Gesamtwochen, AuszeichnungChartplatzierungen (Jahr, Titel, Musiklabel Katalog-Nr., Platzierungen, Wochen, Auszeichnungen, Anmerkungen, Inhalt) | Höchstplatzierung, Gesamtwochen, AuszeichnungChartplatzierungen (Jahr, Titel, Musiklabel Katalog-Nr., Platzierungen, Wochen, Auszeichnungen, Anmerkungen, Inhalt) | Anmerkungen                                                   | Inhalt                                                         |
| Jahr | Titel Musiklabel Katalog-Nr.                                                                                      | DE | AT | CH | UK | US | Anmerkungen                                                   | Inhalt                                                         |
| ---- | --- | --- | --- | --- | --- | --- | ------------------------------------------------------------- | -------------------------------------------------------------- |
| 1978 | The Beatles Collection • DE: Odeon/Apple 1C 198-53 163/176 • UK: Parlophone BC 13 • US: Capitol/EMI BC 13         | — | — | — | — | — | Erstveröffentlichung: 2. Dezember 1978                        | 13-LP-Set                                                      |
| 1980 | The Beatles Box • UK: Parlophone/World Records SM 701/8                                                           | DE— n.v.DE | AT— n.v.AT | CH— n.v.CH | — | US— n.v.US | Erstveröffentlichung: Dezember 1980 Verkäufe: + 35.000        | 8-LP-Set                                                       |
| 1982 | The Beatles Mono Collection • UK: Parlophone BSC 1                                                                | DE— n.v.DE | AT— n.v.AT | CH— n.v.CH | — | US— n.v.US | Erstveröffentlichung: August 1982                             | 10-LP-Set                                                      |
| 1982 | The Beatles: The Collection • UK: Mobile Fidelity BC-1                                                            | DE— n.v.DE | AT— n.v.AT | CH— n.v.CH | — | US— n.v.US | Erstveröffentlichung: September 1982                          | 13-LP-Set                                                      |
| 1988 | The Beatles Box Set • UK: Parlophone BOX1 • US: Capitol BBX1-91302                                                | DE— n.v.DE | AT— n.v.AT | CH— n.v.CH | — | — | Erstveröffentlichung: 16. November 1988 Verkäufe: + 72.000    | 14-LP-Set                                                      |
| 2004 | The Capitol Albums Vol.1 • DE: Apple/EMI 8753482 • UK: Apple/Capitol 8753482 • US: Apple/EMI 8753482              | DE80 (1 Wo.)DE | — | — | — | US35 Platin · (6 Wo.)US | Erstveröffentlichung: 15. November 2004 Verkäufe: + 250.000   | 4-CD-Set                                                       |
| 2006 | The Capitol Albums Vol.2 • DE: Apple/EMI 3603352 • UK: Apple/Capitol 3603352 • US: Apple/EMI 3603352              | — | — | — | — | US46 Gold · (2 Wo.)US | Erstveröffentlichung: 3. April 2006 Verkäufe: + 125.000       | 4-CD-Set                                                       |
| 2009 | The Beatles Stereo Box Set • DE: Apple/EMI 6994490 • UK: Apple/Capitol 6994490 • US: Apple/EMI 6994490            | DE3 (50 Wo.)DE | AT58 (2 Wo.)AT | CH52 (8 Wo.)CH | UK24 (1 Wo.)UK | US15 ×3Dreifachplatin · (18 Wo.)US | Erstveröffentlichung: 9. September 2009 Verkäufe: + 1.115.000 | 14-CD-Set                                                      |
| 2009 | The Beatles in Mono • DE: Apple/EMI 5099969945120 • UK: Apple/Capitol 5099969945120 • US: Apple/EMI 5099969945120 | DE13 (3 Wo.)DE | — | — | UK57 (1 Wo.)UK | US40 Platin · (5 Wo.)US | Erstveröffentlichung: 9. September 2009 Verkäufe: + 600.000   | 11-CD-Set                                                      |
| 2009 | The Beatles Christmas Pack • UK: Apple/EMI 6072330                                                                | DE— n.v.DE | AT— n.v.AT | CH— n.v.CH | — | US199 (1 Wo.)US | Erstveröffentlichung: 7. Dezember 2009                        | 4-CD-Set                                                       |
| 2010 | 1962–1966 / 1967–1970 • Apple/EMI 0991127                                                                         | DE6 an (8 Wo.)DE | — | CH30 (2 Wo.)CH | UK59 (5 Wo.)UK | — | Erstveröffentlichung: 15. Oktober 2010                        | 4-CD-Set                                                       |
| 2011 | iTunes: Anthology Box Set • Apple/Calderstone Productions                                                         | — | — | — | — | — | Erstveröffentlichung: 14. Juni 2011                           | 6-Alben-Set zum Download                                       |
| 2013 | Live at the BBC – The Collection • Apple/Universal 0602537584475                                                  | DE61 (1 Wo.)DE | AT62 (1 Wo.)AT | — | UK86 (1 Wo.)UK | — | Erstveröffentlichung: 8. November 2013                        | 4-CD-Set                                                       |
| 2014 | The U.S. Albums • Apple/Capitol/Universal B0019645-02                                                             | DE29 (1 Wo.)DE | — | CH99 (1 Wo.)CH | — | US48 (1 Wo.)US | Erstveröffentlichung: 17. Januar 2014                         | 13-CD-Set                                                      |
| 2014 | The Japan Box • Apple/Capitol/Universal UICY-76429/33                                                             | DE83 (1 Wo.)DE | — | — | — | — | Erstveröffentlichung: 11. Juli 2014                           | 5-CD-Set                                                       |
| 2017 | The Official Beatles Fan Club “The Christmas Records” • Universal Records/Apple 0602557914856                     | — | — | — | — | US199 (1 Wo.)US | Erstveröffentlichung: 15. Dezember 2017                       | 7 7″-Singles                                                   |
| 2019 | The Singles Collection Box • Apple/Universal Music 0602547261717                                                  | DE48 (1 Wo.)DE | — | — | — | — | Erstveröffentlichung: 22. November 2019                       | 22 UK-Singles + Free as a Bird und Real Love auf 23 7″-Singles |
| 2024 | 1964 US Albums in Mono • Apple/Universal Music 0602465717464                                                      | DE— aoDE | — | CH80 (1 Wo.)CH | — | — | Erstveröffentlichung: 22. November 2024                       | Sieben US-Vinyl-Alben in Mono                                  |

grau schraffiert: keine Chartdaten aus diesem Jahr verfügbar

## Promoveröffentlichungen
Promotionveröffentlichungen dienen zu Werbezwecken und wurden, bzw. werden, von Plattenfirmen an Radiosender versandt; sie gelangen offiziell nicht in den Verkauf. Die folgenden aufgeführten Promotionveröffentlichungen unterscheiden sich entweder deutlich in der Form des Inhalts von den späteren offiziellen Veröffentlichungen oder blieben gänzlich individuelle Kompilationen.
| Jahr | Titel Musiklabel Katalog-Nr.                                                      | Anmerkungen |
| ---- | --------------------------------------------------------------------------------- | --- |
| 1993 | The Beatles 1962–1966/1967–1970 • Capitol DPRO-79286                              | Erstveröffentlichung: September 1993 |
| 1994 | Live at the BBC Album Sampler • Apple CDPCSPDJ 7261                               | Erstveröffentlichung: November 1994 |
| 1995 | Anthology 1 • Apple DPRO-10289                                                    | Erstveröffentlichung: November 1995 |
| 1996 | Anthology 2 • Apple DPRO-11200 (CD); Capitol SPRO-11206/11207 (Vinyl)             | Erstveröffentlichung: März 1996 |
| 1996 | Anthology 3 • Apple DPRO-7087-6-11322-2                                           | Erstveröffentlichung: Oktober 1996 |
| 1999 | Yellow Submarine Songtrack • Capitol DPRO 7087 6 13853 2 8                        | Erstveröffentlichung: September 1999 |
| 2004 | Radio EPK “The Beatles First U.S. Visit” DVD • Unbekannt                          | Erstveröffentlichung: Januar 2004 |
| 2004 | The Capitol Albums Vol. 1 Sampler • Capitol DPRO 7087 6 18966 2 6                 | Erstveröffentlichung: November 2004 |
| 2006 | The Capitol Albums Vol. 2 Sampler • Capitol DPRO 0946 3 59566 2 7                 | Erstveröffentlichung: April 2006 |
| 2006 | Love 4-Track Sampler • Capitol 0946 3 81732 2 9                                   | Erstveröffentlichung: November 2006 |
| 2006 | Love Interview • Apple DPRO 0946 3 83049 2 0                                      | Erstveröffentlichung: November 2006 |
| 2006 | Love • Apple/Capitol/EMI                                                          | Erstveröffentlichung: November 2006 |
| 2007 | Help! 7 Song Radio Sampler • Capitol 509995 11114 27                              | Erstveröffentlichung: November 2007 |
| 2009 | 09.09.09 Sampler • Apple 50999 6 84414 2 5                                        | Erstveröffentlichung: September 2009 |
| 2012 | Tomorrow Never Knows • Apple                                                      | Erstveröffentlichung: Juli 2012 Das Album ist ansonsten nur als Download bei iTunes erhältlich, weiterhin wurden in den USA auch 12″-Vinyl-Alben für Werbezwecke hergestellt |
| 2013 | On Air-Beatles at the BBC Volume 2 Sampler • Apple/Universal Music LC 01846/BBCV2 | Erstveröffentlichung: Oktober 2013 |
| 2014 | The U.S. Albums Sampler • Apple/Capitol Records/Universal Music CATF-05237-2      | Erstveröffentlichung: Januar 2014 |

| Jahr | Titel Musiklabel Katalog-Nr.                                     | Anmerkungen                                       |
| ---- | ---------------------------------------------------------------- | ------------------------------------------------- |
| 1964 | Meet the Beatles • Capitol SXA-2047                              | Erstveröffentlichung: Januar 1964 US-Jukebox-EP   |
| 1964 | The Beatles’ Interview • Capitol Pro-2548/9                      | Erstveröffentlichung: Januar 1964 US-Promo-EP     |
| 1964 | The Beatles’ Second Interview • Capitol Pro-2598/9               | Erstveröffentlichung: April 1964 US-Promo-EP      |
| 1964 | The Beatles Second Album • Capitol SXA-2080                      | Erstveröffentlichung: April 1964 US-Jukebox-EP    |
| 1964 | Something New • Capitol SXA-2108                                 | Erstveröffentlichung: August 1964 US-Jukebox-EP   |
| 1966 | Drive My Car • DOT DE 2489                                       | Erstveröffentlichung: 1966 US-Jukebox-EP          |
| 1966 | Run for Your Life • DOT DE 7052                                  | Erstveröffentlichung: 1966 US-Jukebox-EP          |
| 1994 | BackBeat • Polydor Pro 1113-7                                    | Erstveröffentlichung: März/April 1994 US-Promo-EP |
| 2013 | On Air-Live at the BBC Volume 2 • Apple/Universal Music LC 01846 | Erstveröffentlichung: Oktober 2013 UK-Promo-EP    |

| Jahr | Titel Musiklabel Katalog-Nr.                                                       | Anmerkungen |
| ---- | ---------------------------------------------------------------------------------- | --- |
| 1964 | Anna / Ask Me Why • Vee Jay Spec. DJ No. 8                                         | Erstveröffentlichung: März 1964 US-Promo-Single einer nicht veröffentlichten Single |
| 1976 | Helter Skelter (Stereo) / Helter Skelter (Mono) • Capitol P-4274                   | Erstveröffentlichung: April 1976 US-Promo-Single einer nicht veröffentlichten Single, stattdessen erschien Helter Skelter als B-Seite von Got to Get You into My Life                                                                 |
| 1976 | Girl / You’re Going To Loose That Girl • Capitol P-4506                            | Erstveröffentlichung: Oktober 1976 US-Promo-Single einer nicht veröffentlichten Single |
| 1982 | The Beatles Movie Medley / Fab Four On Film • Capitol SPRO-9758 (12″); B-5100 (7″) | Erstveröffentlichung: März 1982 US-Promo-Single; bei der B-Seite handelt es sich um ein Interview, das während der Dreharbeiten zu A Hard Day’s Night aufgenommen wurde, stattdessen wurde I’m Happy Just to Dance with You verwendet |
| 1982 | All My Loving / You’ve Got to Hide Your Love Away • Capitol/Evatone 420826CS       | Erstveröffentlichung: Juli 1982 US-Promo-Flexidisc-Single im roten Vinyl |
| 1982 | Magical Mystery Tour / Here Comes the Sun • Capitol/Evatone 420827CS               | Erstveröffentlichung: Juli 1982 US-Promo-Flexidisc-Single im blauen Vinyl |
| 1982 | Rocky Raccoon / Why Don’t We Do It in the Road • Capitol/Evatone 420828CS          | Erstveröffentlichung: Juli 1982 US-Promo-Flexidisc-Single im klaren Vinyl |
| 2003 | Let It Be (Taken from the forthcoming Album Let It Be … Naked) • Apple/EMI LIB001  | Erstveröffentlichung: November 2003 Promo-CD-Single vom Album Let It Be … Naked |
| 2011 | Girl / Fool on the Hill • Apple                                                    | Erstveröffentlichung: Februar 2011 Promo-CD-Single von zwei Love-Remixen, die nur als Download bei iTunes erhältlich sind |

## Sonderveröffentlichungen

### Alben
| Jahr | Titel Musiklabel Katalog-Nr.                                     | Anmerkungen                                                       |
| ---- | ---------------------------------------------------------------- | ----------------------------------------------------------------- |
| 1977 | The Beatles Vol. 9 (Die Größten Vier) • DE: Odeon 1C 016-04 656  | Erstveröffentlichung: April 1977 Neuauflage von Twist and Shout   |
| 1977 | The Beatles Vol. 10 (Die Größten Vier) • DE: Odeon 1C 016-04 660 | Erstveröffentlichung: April 1977 Neuauflage von Long Tall Sally   |
| 1977 | The Beatles Vol. 8 (Die Größten Vier) • DE: Odeon 1C 016-06 331  | Erstveröffentlichung: April 1977 Neuauflage von The Beatles’ Hits |
| 1977 | 2 Plus 2 Vol. 46 • DE: Odeon 1C 016-06 397                       | Erstveröffentlichung: Juli 1977 Neuauflage von Beatles for Sale   |

| Jahr | Titel Musiklabel Katalog-Nr.                | Anmerkungen                             |
| ---- | ------------------------------------------- | --------------------------------------- |
| 1970 | The Beatles Christmas Album • Apple SBC-100 | Erstveröffentlichung: 18. Dezember 1970 |
| 1970 | From Them to You • Apple LYN 2153           | Erstveröffentlichung: 18. Dezember 1970 |

| Jahr | Titel Musiklabel Katalog-Nr. | Anmerkungen |
| ---- | --- | --- |
| 1977 | Live! at the Star-Club in Hamburg, Germany; 1962 • DE: Bellaphon BLS 55607 • UK: Lingasong LNL 1 • US: Double H/Lingasong LS-2-7001 | Erstveröffentlichung: 8. April 1977 (wieder vom Markt genommen) Inhalt: 26 Liveaufnahmen aufgenommen im Dezember 1962 (weitere vier Titel wurden auf späteren Kompilationen veröffentlicht)                     |
| 1981 | The Complete Silver Beatles • UK: AFE AFELP 1047 • US: Audio Rarities AR 2452                                                       | Erstveröffentlichung: April 1981 (wieder vom Markt genommen) Inhalt: 12/15 Titel, die beim Vorspielen der Gruppe am 1. Januar 1962 in den West Hampstead Studios von Decca Records in London aufgenommen wurden |

### Boxsets
| Jahr | Titel Musiklabel Katalog-Nr.                                                                              | Anmerkungen |
| ---- | --- | --- |
| 2009 | The Beatles Remastered Vinyl Box Set • Apple/Parlophone/Capitol 5099963380910                             | Erstveröffentlichung: 7. Dezember 2009 Neuauflage von The Beatles Stereo Box Set auf einem 16-GB-USB-Speicherstick       |
| 2012 | The Beatles Remastered Vinyl Box Set • DE+UK: Apple/EMI 50999 63380910 • US: Apple/Capitol 50999 63380910 | Erstveröffentlichung: 9. November 2012 Neuauflage von The Beatles Stereo Box Set auf Vinyl                               |
| 2014 | The Beatles in Mono • Apple 50999 63379716                                                                | Erstveröffentlichung: 8. September 2014 Neuauflage von The Beatles in Mono auf Vinyl                                     |
| 2017 | Sgt. Pepper’s Lonely Hearts Club Band (Anniversary Edition Box Set) • Apple/Universal 602557455328        | Erstveröffentlichung: 26. Mai 2017 erweiterte Fassung von Sgt. Pepper’s Lonely Hearts Club Band mit 4-CD/1 DVD/1 Blu-ray |
| 2018 | The Beatles (Anniversary Edition Box Set) • Apple/Universal 602567571957                                  | Erstveröffentlichung: 9. November 2018 erweiterte Fassung von The Beatles mit 6-CD/1 Blu-ray-Set                         |
| 2019 | Abbey Road (Anniversary Edition Box Set) • Apple/Universal 0602577921124                                  | Erstveröffentlichung: 27. September 2019 erweiterte Fassung von Abbey Road mit 3-CD/1 Blu-ray-Set                        |
| 2021 | Let It Be (Anniversary Edition Box Set) • Apple/Universal 602507138691                                    | Erstveröffentlichung: 15. Oktober 2021 erweiterte Fassung von Let It Be mit 5-CD/1 Blu-ray-Set                           |
| 2022 | Revolver (Box Set) • Apple/Universal 602445599523                                                         | Erstveröffentlichung: 28. Oktober 2022 erweiterte Fassung von Revolver mit 5-CD                                          |

| Jahr | Titel Musiklabel Katalog-Nr.                                                               | Anmerkungen |
| ---- | ------------------------------------------------------------------------------------------ | --- |
| 1976 | The Singles Collection 1962–1970 • UK: Parlophone                                          | Erstveröffentlichung: 6. März 1976 / Neuauflage: Herbst 1977 über World Records 24 Singles von Love Me Do bis Back in the USSR                                 |
| 1981 | The Beatles E.P.s Collection • UK: EMI/Parlophone BEP 14 • US: Capitol/Parlophone C2-15852 | Erstveröffentlichung: 7. Dezember 1981 (Vinyl) / Neuauflage: 15. Juni 1992 (CD) 14-EP-Set                                                                      |
| 1982 | The Beatles Singles Collection • UK: EMI/Parlophone BSC 1                                  | Erstveröffentlichung: 6. Dezember 1982 (Vinyl) / Neuauflage: 2. November 1992 (CD) 26 Singles von Love Me Do bis The Beatles Movie Medley                      |
| 2012 | The Beatles 1′s Singles Collection 7″ • EMI/Apple 5099968004576                            | Erstveröffentlichung: 21. April 2012 (Vinyl) Inhalt: Ticket to Ride/Yes It Is, Yellow Submarine/Eleanor Rigby, Hey Jude/Revolution und Something/Come Together |

### Singles
| Jahr | Titel Musiklabel Katalog-Nr.                                                                       | Anmerkungen                             |
| ---- | -------------------------------------------------------------------------------------------------- | --------------------------------------- |
| 1963 | The Beatles Christmas Record • LYNTONE Lyn 492                                                     | Erstveröffentlichung: 6. Dezember 1963  |
| 1964 | Another Beatles Christmas Record (UK) / Season’s Greetings from The Beatles (US) • LYNTONE Lyn 757 | Erstveröffentlichung: 18. Dezember 1964 |
| 1965 | The Beatles Third Christmas Record • LYNTONE Lyn 948                                               | Erstveröffentlichung: 17. Dezember 1965 |
| 1966 | Pantomime: Everywhere It’s Christmas • LYNTONE Lyn 1145                                            | Erstveröffentlichung: 16. Dezember 1966 |
| 1967 | Christmas Time (Is Here Again) • LYNTONE Lyn 1360                                                  | Erstveröffentlichung: 15. Dezember 1967 |
| 1968 | The Beatles 1968 Christmas Record • LYNTONE Lyn 1743/4                                             | Erstveröffentlichung: 20. Dezember 1968 |
| 1969 | Happy Christmas 1969 • LYNTONE Lyn 1970/71                                                         | Erstveröffentlichung: 19. Dezember 1969 |

### Videoalben
| Jahr | Titel Musiklabel Katalog-Nr.                                                                                     | Anmerkungen |
| ---- | --- | --- |
| 2009 | The Beatles – The Mini Documentaries • DE: Apple/EMI 6994490 • UK: Apple/Capitol 6994490 • US: Apple/EMI 6994490 | Erstveröffentlichung: 9. September 2009 Teil von The Beatles Stereo Box Set                                                                                 |
| 2019 | Live at The Washington Coliseum, 1964 • Apple/Calderstone                                                        | Erstveröffentlichung: 22. Mai 2019 Ursprünglich Teil der Download-Box The Beatles Stereo Box Set, die am 17. November 2010 über iTunes veröffentlicht wurde |

## Raritäten
Bei den Aufstellungen handelt es sich nur um Veröffentlichungen, die entweder bei Odeon (Deutschland), Capitol Records (USA), Vee Jay Records (USA), Parlophone (Großbritannien) sowie unter dem Beatles-eigenen Schallplattenlabel Apple erschienen oder von diesen legalisiert worden sind:

### Vereinigtes Königreich

#### Singles
Die folgenden drei Singles sind individuell zusammengestellt und wurden im Vereinigten Königreich offiziell für den Export hergestellt, einige Exemplare wurden allerdings re-importiert:
| Jahr | Titel Musiklabel Katalog-Nr.                         | Anmerkungen                          |
| ---- | ---------------------------------------------------- | ------------------------------------ |
| 1964 | If I Fell / Tell Me Why • UK: Parlophone DP 562      | Erstveröffentlichung: September 1964 |
| 1965 | Dizzy Miss Lizzy / Yesterday • UK: Parlophone DP 563 | Erstveröffentlichung: September 1965 |
| 1966 | Michelle / Drive My Car • UK: Parlophone DP 564      | Erstveröffentlichung: Januar 1966    |

Die folgenden Singles wurden ausgekoppelt aus Alben, die aus Rechtsgründen vom Markt genommen wurden. Sie wurden nur in Großbritannien veröffentlicht, wo sie keine Chartplatzierungen erreichten.
| Jahr | Titel Musiklabel Katalog-Nr.                                 | Anmerkungen                                                                                      |
| ---- | ------------------------------------------------------------ | ------------------------------------------------------------------------------------------------ |
| 1977 | Twist and Shout / Falling in Love Again • UK: Lingasong NB 1 | Erstveröffentlichung: 24. Juni 1977 Singleauskopplung aus Live at the Star Club in Hamburg, 1962 |
| 1982 | Searchin’ / Money / Till There Was You • UK: AFE AFS 1       | Erstveröffentlichung: 29. Oktober 1982 Singleauskopplung aus The Complete Silver Beatles         |

Von Oktober 1982 bis März 1990 veröffentlichte Parlophone in Großbritannien alle 22 Originalsingles von Love Me Do bis Let It Be auch als Picture-Disc-Single. Zusätzlich erschienen folgende Singles als Maxi-Single:
| Jahr | Titel Musiklabel Katalog-Nr. | Anmerkungen                            |
| ---- | --- | -------------------------------------- |
| 1982 | Love Me Do (Andy-White-Version) / P.S. I Love You / Love Me Do (Ringo-Starr-Version) • UK: Parlophone 12R 4949 (Vinyl); CDRS 4949 (CD) | Erstveröffentlichung: 1. November 1982 |
| 1987 | All You Need Is Love / Baby You’re a Rich Man • UK: Parlophone 12R 5620                                                                | Erstveröffentlichung: Juli 1987        |
| 1988 | Hey Jude / Revolution • UK: Parlophone 12R 5722                                                                                        | Erstveröffentlichung: August 1988      |

Weiterhin wurden zwei limitierte Singles veröffentlicht:
| Jahr | Titel Musiklabel Katalog-Nr.                                  | Anmerkungen |
| ---- | ------------------------------------------------------------- | --- |
| 2017 | Penny Lane / Strawberry Fields Forever • UK: Parlophone R5570 | Erstveröffentlichung: April 2017 neue Stereoabmischung von Giles Martin und Sam Okell, Veröffentlichung während des RSD 2017                                                                                      |
| 2018 | Yellow Submarine / Eleanor Rigby • UK: Parlophone R5493       | Erstveröffentlichung: Juli 2018 Veröffentlichung aufgrund des 50-jährigen Jubiläums der Kinopremiere von Yellow Submarine als Picture-Disc-Single (nicht identisch mit der Picture-Disc-Single aus dem Jahr 1986) |

#### Langspielplatten
Die folgenden vier US-amerikanischen Kompilationsalben wurden in Großbritannien offiziell für den Export hergestellt, einige Exemplare wurden allerdings re-importiert:
| Jahr | Titel Musiklabel Katalog-Nr.                      | Anmerkungen                     |
| ---- | ------------------------------------------------- | ------------------------------- |
| 1965 | Something New • UK: Parlophone CPCS-101           | Erstveröffentlichung: 1965      |
| 1965 | Second Album • UK: Parlophone CPCS-102            | Erstveröffentlichung: 1965      |
| 1965 | Beatles VI • UK: Parlophone CPCS-104              | Erstveröffentlichung: 1965      |
| 1970 | Hey Jude • UK: Parlophone CPCS-10; Apple CPCS-106 | Erstveröffentlichung: März 1970 |

Ende der 1970er Jahre erschienen diverse Alben im farbigen Vinyl oder als Picture Disc:
| Jahr | Titel Musiklabel Katalog-Nr.                                    | Anmerkungen                                                                                               |
| ---- | --------------------------------------------------------------- | --- |
| 1978 | The Beatles 1962–1966 • UK: Parlophone PCSPR 717                | Erstveröffentlichung: 30. September 1978 Besonderheit: rotes Vinyl                                        |
| 1978 | The Beatles 1967–1970 • UK: Parlophone PCSPB 718                | Erstveröffentlichung: 30. September 1978 Besonderheit: blaues Vinyl                                       |
| 1979 | Sgt. Pepper’s Lonely Hearts Club Band • UK: Parlophone PHO 7027 | Erstveröffentlichung: Januar 1979 Besonderheit: Picture Disc – nicht identisch mit der Ausgabe in den USA |
| 1979 | Magical Mystery Tour • UK: Parlophone PCTC 255                  | Erstveröffentlichung: Mai 1979 Besonderheit: gelbes Vinyl                                                 |
| 1979 | The Beatles • UK: Parlophone PCS 7067/8                         | Erstveröffentlichung: Mai 1979 Besonderheit: weißes Vinyl                                                 |
| 1979 | Abbey Road • UK: Parlophone PCS 7088                            | Erstveröffentlichung: Mai 1979 Besonderheit: grünes Vinyl                                                 |
| 1979 | Let It Be • UK: Parlophone PCS 7096                             | Erstveröffentlichung: Mai 1979 Besonderheit: weißes Vinyl                                                 |
| 2024 | A Hard Day’s Night • UK: Universal 0094638241317                | Erstveröffentlichung: 19. Oktober 2024 Besonderheit: weißes Vinyl                                         |

#### Musikkassette
| Jahr | Titel Musiklabel Katalog-Nr.                | Anmerkungen                                                                               |
| ---- | ------------------------------------------- | ----------------------------------------------------------------------------------------- |
| 1987 | Only the Beatles… • UK: Parlophone SMMC 151 | Erstveröffentlichung: 1987 12-Titel-Kompilation; für Werbezwecke für Heineken hergestellt |

### Vereinigte Staaten

#### Jukebox-Singles
In den 1990er Jahren erschienen bei Capitol Records 31 Jukebox-Singles im farbigen Vinyl, viele dieser Titelzusammenstellungen waren für die Vereinigten Staaten neu:
| Jahr | Titel Musiklabel Katalog-Nr.                                                                                               | Anmerkungen                                                   |
| ---- | --- | ------------------------------------------------------------- |
| 1992 | Love Me Do / P.S. I Love You • US: Capitol Cema S7-56785                                                                   | Erstveröffentlichung: März 1992 Besonderheit: rotes Vinyl     |
| 1994 | Birthday / Taxman • US: Capitol Cema S7-17488                                                                              | Erstveröffentlichung: Januar 1994 Besonderheit: grünes Vinyl  |
| 1994 | Sgt. Pepper’s Lonely Hearts Club Band – With a Little Help from My Friends / A Day in the Life • US: Capitol Cema S7-17701 | Erstveröffentlichung: Januar 1994 Besonderheit: klares Vinyl  |
| 1994 | Something / Come Together • US: Capitol Cema S7-17698                                                                      | Erstveröffentlichung: Januar 1994 Besonderheit: blaues Vinyl  |
| 1994 | Hey Jude / Revolution • US: Capitol Cema S7-17694                                                                          | Erstveröffentlichung: Januar 1994 Besonderheit: blaues Vinyl  |
| 1994 | A Hard Day’s Night / Things We Said Today • US: Capitol Cema S7-17692                                                      | Erstveröffentlichung: Januar 1994 Besonderheit: weißes Vinyl  |
| 1994 | She Loves You / I’ll Get You • US: Capitol Cema S7-17688                                                                   | Erstveröffentlichung: Februar 1994 Besonderheit: rotes Vinyl  |
| 1994 | Can’t Buy Me Love / You Can’t Do That • US: Capitol Cema S7-17690                                                          | Erstveröffentlichung: Februar 1994 Besonderheit: grünes Vinyl |
| 1994 | All You Need Is Love / Baby You’re a Rich Man • US: Capitol Cema S7-17693                                                  | Erstveröffentlichung: Februar 1994 Besonderheit: rosa Vinyl   |
| 1994 | Yellow Submarine / Eleanor Rigby • US: Capitol Cema S7-17696                                                               | Erstveröffentlichung: Februar 1994 Besonderheit: gelbes Vinyl |
| 1994 | I Want to Hold Your Hand / This Boy • US: Capitol Cema S7-17689                                                            | Erstveröffentlichung: März 1994 Besonderheit: klares Vinyl    |
| 1994 | Help! / I’m Down • US: Capitol Cema S7-17691                                                                               | Erstveröffentlichung: März 1994 Besonderheit: weißes Vinyl    |
| 1994 | Let It Be / You Know My Name • US: Capitol Cema S7-17695                                                                   | Erstveröffentlichung: März 1994 Besonderheit: gelbes Vinyl    |
| 1994 | Strawberry Fields Forever / Penny Lane • US: Capitol Cema S7-17697                                                         | Erstveröffentlichung: März 1994 Besonderheit: rotes Vinyl     |
| 1994 | Twist and Shout / There’s a Place • US: Capitol Cema S7-17699                                                              | Erstveröffentlichung: März 1994 Besonderheit: rosa Vinyl      |
| 1994 | Here Comes the Sun / Octopus’s Garden • US: Capitol Cema S7-17700                                                          | Erstveröffentlichung: März 1994 Besonderheit: gelbes Vinyl    |
| 1996 | Norwegian Wood / If I Needed Someone • US: Capitol Cema S7-18888                                                           | Erstveröffentlichung: Januar 1996 Besonderheit: grünes Vinyl  |
| 1996 | You’ve got to Hide Your Love Away / I’ve Seen a Face • US: Capitol Cema S7-18889                                           | Erstveröffentlichung: Januar 1996 Besonderheit: orange Vinyl  |
| 1996 | Magical Mystery Tour / The Fool on the Hill • US: Capitol Cema S7-18890                                                    | Erstveröffentlichung: Januar 1996 Besonderheit: gelbes Vinyl  |
| 1996 | Across the Universe / Two of Us • US: Capitol Cema S7-18891                                                                | Erstveröffentlichung: Januar 1996 Besonderheit: klares Vinyl  |
| 1996 | While My Guitar Gently Weeps / Blackbird • US: Capitol Cema S7-18892                                                       | Erstveröffentlichung: Januar 1996 Besonderheit: blaues Vinyl  |
| 1996 | It’s All Too Much / Only a Northern Song • US: Capitol Cema S7-18893                                                       | Erstveröffentlichung: Januar 1996 Besonderheit: blaues Vinyl  |
| 1996 | Nowhere Man / What goes on • US: Capitol Cema S7-18894                                                                     | Erstveröffentlichung: Januar 1996 Besonderheit: grünes Vinyl  |
| 1996 | We Can Work It Out / Day Tripper • US: Capitol Cema S7-18895                                                               | Erstveröffentlichung: Januar 1996 Besonderheit: rosa Vinyl    |
| 1996 | Lucy in the Sky with Diamonds / When I’m 64 • US: Capitol Cema S7-18896                                                    | Erstveröffentlichung: Januar 1996 Besonderheit: rotes Vinyl   |
| 1996 | Here, There and Everywhere / Good Day Sunshine • US: Capitol Cema S7-18897                                                 | Erstveröffentlichung: Januar 1996 Besonderheit: gelbes Vinyl  |
| 1996 | The Long and Winding Road / For You Blue • US: Capitol Cema S7-18898                                                       | Erstveröffentlichung: Januar 1996 Besonderheit: blaues Vinyl  |
| 1996 | Got to get You into My Life / Helter Skelter • US: Capitol Cema S7-18899                                                   | Erstveröffentlichung: Januar 1996 Besonderheit: orange Vinyl  |
| 1996 | Ob-La-Di, Ob-La-Da / Julia • US: Capitol Cema S7-18900                                                                     | Erstveröffentlichung: Januar 1996 Besonderheit: klares Vinyl  |
| 1996 | Yesterday / Act Naturally • US: Capitol Cema S7-18901                                                                      | Erstveröffentlichung: Januar 1996 Besonderheit: rosa Vinyl    |
| 1996 | Paperback Writer / Rain • US: Capitol Cema S7-18902                                                                        | Erstveröffentlichung: Januar 1996 Besonderheit: rotes Vinyl   |

#### Langspielplatten
| Jahr | Titel Musiklabel Katalog-Nr.                                      | Anmerkungen |
| ---- | ----------------------------------------------------------------- | --- |
| 1966 | Yesterday and Today • US: Capitol T 2553 (Mono); ST 2553 (Stereo) | Erstveröffentlichung: 20. Juni 1966 Promotionexemplare wurden mit dem ursprünglichen, sogenannten “Butcher Cover” verteilt |
| 1970 | Hey Jude • US: Apple SO-385                                       | Erstveröffentlichung: 26. Februar 1970 die Erstausgabe wurde unter dem Originaltitel „The Beatles Again“ veröffentlicht    |

Ab Ende der 1970er Jahre wurden diverse Alben im farbigen Vinyl oder als Picture Disc veröffentlicht:
| Jahr | Titel Musiklabel Katalog-Nr.                                                   | Anmerkungen |
| ---- | ------------------------------------------------------------------------------ | --- |
| 1978 | Sgt. Pepper’s Lonely Hearts Club Band • US: Capitol SEAX 11840                 | Erstveröffentlichung: August 1978 Besonderheit: Picture Disc – nicht identisch mit der Ausgabe in Großbritannien |
| 1978 | The Beatles 1962–1966 • US: Capitol SEBX 11842 (1978); Capitol C1-97036 (1994) | Erstveröffentlichung: August 1978 / Neuauflage: 22. Februar 1994 Besonderheit: rotes Vinyl                       |
| 1978 | The Beatles 1967–1970 • US: Capitol SEBX 11843 (1978); Capitol C1-97039 (1994) | Erstveröffentlichung: August 1978 / Neuauflage: 22. Februar 1994 Besonderheit: blaues Vinyl                      |
| 1978 | The Beatles • US: Capitol SEABX 11841                                          | Erstveröffentlichung: August 1978 Besonderheit: weißes Vinyl                                                     |
| 1978 | Love Songs • US: Capitol SEBX 11844                                            | Erstveröffentlichung: August 1978 Besonderheit: goldfarbenes Vinyl                                               |
| 1978 | Abbey Road • US: Capitol SEAX 11900                                            | Erstveröffentlichung: Dezember 1978 Besonderheit: Picture Disc                                                   |

### Bundesrepublik Deutschland

#### Langspielplatten
| Jahr | Titel Musiklabel Katalog-Nr.                                                 | Anmerkungen |
| ---- | ---------------------------------------------------------------------------- | --- |
| 1964 | Please Please Me • DE: Odeon ZTOX 5550                                       | Erstveröffentlichung: Februar 1964 nur für in Deutschland stationierte britische und US-amerikanische Soldaten hergestellt                         |
| 1964 | The Beatles’ Second Album • DE: Odeon ZTOX 5558                              | Erstveröffentlichung: 13. Juli 1964 nur für in Deutschland stationierte britische und US-amerikanische Soldaten hergestellt                        |
| 1964 | The Beatles • DE: Deutscher Schallplattenclub E 043 (Mono); J 033 (Stereo)   | Erstveröffentlichung: Juli 1964 Kompilation identisch mit The Beatles Beat                                                                         |
| 1965 | Help! • DE: Odeon SMO 9 84008                                                | Erstveröffentlichung: August 1965 Deutsche Pressung für den Export in die Schweiz                                                                  |
| 1965 | The Beatles Beat • DE: Odeon Impression 6086                                 | Erstveröffentlichung: Oktober 1965 Kompilation identisch mit The Beatles Beat                                                                      |
| 1966 | And Now: The Beatles • DE: SR International 73 735                           | Erstveröffentlichung: Juni 1966 Kompilation identisch mit The Beatles Beat                                                                         |
| 1967 | The World’s Best • DE: SR International 77 235 (1967); Odeon 27 408-4 (1969) | Erstveröffentlichung: Dezember 1967 / Neuauflage: Dezember 1969 der Vertrieb und die Veröffentlichung erfolgte durch den Buchclub SR International |
| 1967 | The Beatles • DE: Odeon H 052                                                | Erstveröffentlichung: Dezember 1967 Kompilation vom Deutschen Schallplattenclub                                                                    |
| 1967 | The Beatles • DE: Odeon Impression 6279                                      | Erstveröffentlichung: Dezember 1967 Kompilation vom Impression Schallplattenclub                                                                   |
| 1967 | Great Hits • DE: Fono-Ring SFGLP 77939                                       | Erstveröffentlichung: Dezember 1967 Kompilation vom Christopherus Verlag; dieselbe Zusammenstellung wie vom Impression Schallplattenclub           |
| 1972 | The Beatles • DE: Odeon 28 174-1                                             | Erstveröffentlichung: 1972 Kompilation vom Deutschen Schallplattenring identisch mit The Beatles Beat                                              |

#### Interview-Flexidiscs
In Deutschland erschienen zwei Interview-Flexidiscs:
| Jahr | Titel Musiklabel Katalog-Nr.                              | Anmerkungen                                                                    |
| ---- | --------------------------------------------------------- | ------------------------------------------------------------------------------ |
| 1965 | Beatles-Interview im Hilton-Hotel, London • DE: Unbekannt | Erstveröffentlichung: Oktober 1965 Veröffentlicht in der Zeitschrift O.K.      |
| 1966 | Die goldenen Otto-Sieger 1966 • DE: Unbekannt             | Erstveröffentlichung: April 1966 Veröffentlicht in der Jugendzeitschrift Bravo |

### DDR
Neben Werken von Künstlern aus der DDR verlegte das Musiklabel Amiga ab Mitte der 1960er Jahre in Lizenz auch ausgewählte Singles und LPs von Künstlern aus dem westlichen Ausland. Das Label gehörte dem Tonträgerproduzenten VEB Deutsche Schallplatten Berlin an und war im VEB dem Ministerium für Kultur nachgeordnet. Die Schallplatten waren wegen des insgesamt geringen Angebots an westlicher Musik und den üblicherweise niedrigen Auflagen meist schnell vergriffen – Michael Rauhut nennt eine vertragliche Vereinbarung von 10.000 Exemplaren pro Lizenzpressung.

#### Singles
In der DDR wurden zwischen Februar und April 1965 folgende drei Beatles-Singles veröffentlicht:
| Jahr | Titel Musiklabel Katalog-Nr.                              | Anmerkungen                        |
| ---- | --------------------------------------------------------- | ---------------------------------- |
| 1965 | Ain’t She Sweet / Cry for a Shadow • DDR: AMIGA 450466    | Erstveröffentlichung: Februar 1965 |
| 1965 | Sweet Georgia Brown / Why • DDR: AMIGA 450471             | Erstveröffentlichung: März 1965    |
| 1965 | It Won’t Be Long / Devil in Her Heart • DDR: AMIGA 450493 | Erstveröffentlichung: April 1965   |

In der DDR wurden im Jahr 1965 noch Weißmustersingles (Testpressungen) von drei weiteren Singles gepresst, die Lieder befinden sich auf dem Album The Beatles. Zu einer Veröffentlichung kam es aber nicht.
| Jahr | Titel Musiklabel Katalog-Nr.                                  | Anmerkungen             |
| ---- | ------------------------------------------------------------- | ----------------------- |
| 1965 | She Loves You / Misery • DDR: SPU 289/290                     | Erstveröffentlichung: – |
| 1965 | I Want to Hold Your Hand / Little Child • DDR: SPU 291/292    | Erstveröffentlichung: – |
| 1965 | A Hard Day’s Night / Please Mister Postman • DDR: SPU 293/294 | Erstveröffentlichung: – |

#### Langspielplatten
In der DDR wurden folgende vier Beatles-Alben veröffentlicht:
| Jahr | Titel Musiklabel Katalog-Nr.                                  | Anmerkungen |
| ---- | ------------------------------------------------------------- | --- |
| 1965 | The Beatles • DDR: AMIGA 850 040 (1965); AMIGA 850 962 (1983) | Erstveröffentlichung: April 1965 / Neuauflage: Januar 1983 Neuauflage mit veränderter Titelfolge und um jene sechs Lieder ergänzt, die zuvor auf Singles in der DDR erschienen |
| 1974 | A Collection of Beatles Oldies • DDR: AMIGA 8 55 383          | Erstveröffentlichung: Januar 1974 Originalveröffentlichung: Großbritannien von 1966                                                                                            |
| 1980 | 1967–1970 • DDR: AMIGA 8 55 742                               | Erstveröffentlichung: Januar 1980 14-Titel-Kompilation mit zwei verschiedenen Covergestaltungen                                                                                |

Weiterhin wurde noch das Album Love Songs von Amiga gepresst, die Schallplattencover wurden in der Bundesrepublik Deutschland hergestellt und in die DDR exportiert. Das Album (Katalognummer: ODEON/VEB F 666.219/20) war ausschließlich in Intershops der DDR erhältlich.

## Statistik

### Chartauswertung
|                     | DE     | AT     | CH     | UK        | US     |
| ------------------- | ------ | ------ | ------ | --------- | ------ |
| Nummer-eins-Alben   | DE11DE | AT3AT  | CH1CH  | UK15 aoUK | US19US |
| Top-10-Alben        | DE29DE | AT18AT | CH13CH | UK27UK    | US31US |
| Alben in den Charts | DE46DE | AT30AT | CH30CH | UK42UK    | US61US |

|                       | DE     | AT     | CH     | UK     | US     |
| --------------------- | ------ | ------ | ------ | ------ | ------ |
| Nummer-eins-Singles   | DE12DE | AT9AT  | CH6CH  | UK18UK | US20US |
| Top-10-Singles        | DE29DE | AT20AT | CH11CH | UK28UK | US36US |
| Singles in den Charts | DE43DE | AT23AT | CH13CH | UK39UK | US70US |

|                          | DE    | AT    | CH    | UK    | US    |
| ------------------------ | ----- | ----- | ----- | ----- | ----- |
| Nummer-eins-Videoalben   | DE—DE | AT2AT | CH3CH | UK4UK | US6US |
| Top-10-Videoalben        | DE—DE | AT4AT | CH4CH | UK5UK | US8US |
| Videoalben in den Charts | DE—DE | AT4AT | CH4CH | UK7UK | US9US |

### Auszeichnungen für Musikverkäufe
Die Lieder A Day in the Life, Across the Universe, Blackbird, Drive My Car, Golden Slumbers, Here, There and Everywhere, Lucy in the Sky with Diamonds, Norwegian Wood, While My Guitar Gently Weeps, You’ve Got to Hide Your Love Away und Octopus’s Garden wurden weder als Single im Vereinigten Königreich veröffentlicht, noch konnten sie aufgrund von hohen Download- oder Streamingzahlen die Charts erreichen. Dennoch wurden die Lieder mit mindestens einer Silbernen Schallplatte im Vereinigten Königreich ausgezeichnet, womit sie sich jeweils über 200.000 Mal verkauften. Darüber hinaus wurde auch die in Neuseeland veröffentlichte Kompilation Beatles Greatest Hits für über 40.000 verkaufte Einheiten ausgezeichnet.
| Land/RegionAuszeichnungen für Musikverkäufe (Land/Region, Auszeichnungen, Verkäufe, Quellen) | Silber       | Gold         | Platin         | Diamant       | Verkäufe     | Quellen                                                                           |
| -------------------------------------------------------------------------------------------- | ------------ | ------------ | -------------- | ------------- | ------------ | --------------------------------------------------------------------------------- |
| Argentinien (CAPIF)                                                                          | —            | 8× Gold8     | 22× Platin22   | Diamant1      | 1.866.000    | capif.org.ar AR2                                                                  |
| Australien (ARIA)                                                                            | —            | 13× Gold13   | 39× Platin39   | —             | 3.125.000    | aria.com.au                                                                       |
| Belgien (BRMA)                                                                               | —            | 2× Gold2     | 8× Platin8     | —             | 450.000      | ultratop.be                                                                       |
| Brasilien (PMB)                                                                              | —            | 7× Gold7     | 2× Platin2     | —             | 800.000      | pro-musicabr.org.br                                                               |
| Chile (IFPI)                                                                                 | —            | —            | Platin1        | —             | 25.000       | Einzelnachweise                                                                   |
| Dänemark (IFPI)                                                                              | —            | 8× Gold8     | 20× Platin20   | —             | 975.000      | ifpi.dk                                                                           |
| Deutschland (BVMI)                                                                           | —            | 9× Gold9     | 16× Platin16   | —             | 8.200.000    | musikindustrie.de                                                                 |
| Europa (IFPI)                                                                                | —            | —            | 15× Platin15   | —             | (15.000.000) | ifpi.org (Memento vom 1. Januar 2014 im Internet Archive)                         |
| Finnland (IFPI)                                                                              | —            | Gold1        | Platin1        | —             | 118.048      | ifpi.fi                                                                           |
| Frankreich (SNEP)                                                                            | —            | 14× Gold14   | 8× Platin8     | —             | 6.247.500    | infodisc.fr snepmusique.com                                                       |
| Griechenland (IFPI)                                                                          | —            | 2× Gold2     | —              | —             | 13.000       | ifpi.gr (Memento vom 28. Juli 2013 im Internet Archive)                           |
| Hongkong (IFPI/HKRIA)                                                                        | —            | Gold1        | —              | —             | 10.000       | ifpihk.org                                                                        |
| Indien (IMI)                                                                                 | —            | —            | Platin1        | —             | 50.000       | Einzelnachweise                                                                   |
| Israel (IFPI)                                                                                | —            | 2× Gold2     | —              | —             | 40.000       | Einzelnachweise                                                                   |
| Irland (IRMA)                                                                                | —            | Gold1        | 3× Platin3     | —             | 52.500       | irishcharts.ie                                                                    |
| Italien (FIMI)                                                                               | —            | 8× Gold8     | 11× Platin11   | —             | 905.000      | fimi.it                                                                           |
| Japan (RIAJ)                                                                                 | —            | 4× Gold4     | 12× Platin12   | 2× Diamant2   | 4.950.000    | riaj.or.jp                                                                        |
| Kanada (MC)                                                                                  | —            | 14× Gold14   | 91× Platin91   | 7× Diamant7   | 14.931.000   | musiccanada.com                                                                   |
| Kolumbien (ASINCOL)                                                                          | —            | Gold1        | —              | —             | 20.000       | Einzelnachweise                                                                   |
| Mexiko (AMPROFON)                                                                            | —            | 2× Gold2     | Platin1        | —             | 80.000       | amprofon.com.mx                                                                   |
| Neuseeland (RMNZ)                                                                            | —            | 22× Gold22   | 65× Platin65   | —             | 1.503.000    | aotearoamusiccharts.co.nz NZ2 (Memento vom 24. Juli 2011 im Internet Archive) NZ3 |
| Niederlande (NVPI)                                                                           | —            | 4× Gold4     | 2× Platin2     | —             | 345.000      | nvpi.nl                                                                           |
| Norwegen (IFPI)                                                                              | —            | 2× Gold2     | 3× Platin3     | —             | 200.000      | ifpi.no (Memento vom 5. November 2012 im Internet Archive)                        |
| Österreich (IFPI)                                                                            | —            | 2× Gold2     | 9× Platin9     | —             | 500.000      | ifpi.at                                                                           |
| Polen (ZPAV)                                                                                 | —            | 2× Gold2     | 2× Platin2     | —             | 145.000      | olis.pl                                                                           |
| Portugal (AFP)                                                                               | —            | 3× Gold3     | 3× Platin3     | —             | 78.500       | Einzelnachweise                                                                   |
| Schweden (IFPI)                                                                              | —            | 4× Gold4     | 4× Platin4     | —             | 485.000      | sverigetopplistan.se                                                              |
| Schweiz (IFPI)                                                                               | —            | Gold1        | 7× Platin7     | —             | 330.000      | hitparade.ch                                                                      |
| Spanien (Promusicae)                                                                         | —            | 8× Gold8     | 20× Platin20   | —             | 1.845.000    | elportaldemusica.es ES2 ES3                                                       |
| Taiwan (RIT)                                                                                 | —            | —            | 2× Platin2     | —             | 100.000      | Einzelnachweise                                                                   |
| Vereinigte Staaten (RIAA)                                                                    | —            | 26× Gold26   | 146× Platin146 | 7× Diamant7   | 190.422.000  | riaa.com                                                                          |
| Vereinigtes Königreich (BPI)                                                                 | 31× Silber31 | 25× Gold25   | 87× Platin87   | —             | 57.360.000   | bpi.co.uk                                                                         |
| Insgesamt                                                                                    | 31× Silber31 | 196× Gold196 | 601× Platin601 | 17× Diamant17 |              |                                                                                   |